# Le Livre de Marco Polo

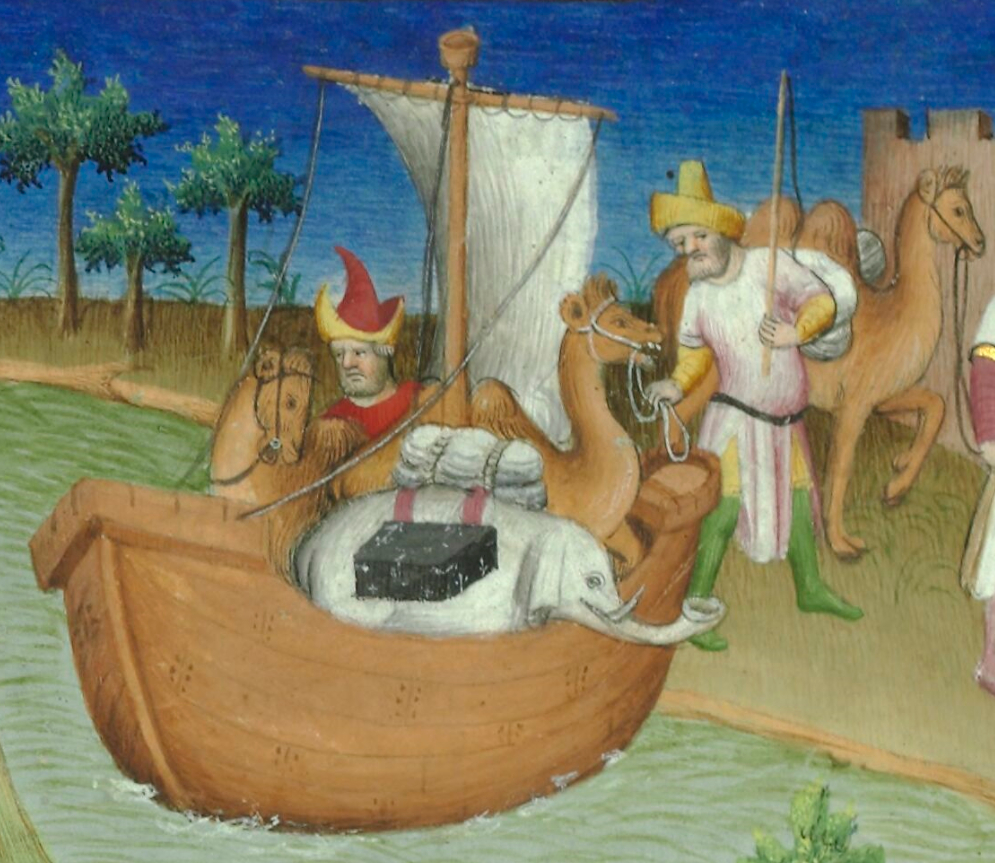
Fragment d'une autre enluminure du A2 : débarquement au port d'Hormos, ch. 36
(en ligne)).

Le Livre de Marco Polo (aussi connu sous les titres Le Devisement du monde ou Le Livre des merveilles, et en italien sous celui d'Il Milione et en anglais comme The Travels of Marco Polo) décrit l'empire sinomongol de Khubilai Khaan, pour lequel Marco Polo a été « messager » ou émissaire impérial de 1275 à 1290. Ce livre est considéré comme ayant fait faire un pas de géant à la géographie pour avoir décrit l'Asie et, en mer de Chine et océan Indien, les îles depuis le Japon jusqu'à Madagascar.
Faire connaître de nombreux peuples et les particularités de diverses régions du monde est le but fixé par les premiers mots du Livre. Au long de ses itinéraires, il rapporte une multitude d'historiettes, historiques, piquantes ou miraculeuses. Surtout, il raconte l'histoire des Mongols de Gengis Khan, les institutions de la Chine sous l'empereur Khubilai Khaan, avec ses fastes, ses chasses et ses fêtes dans sa ville de Pékin (Khanbalik).
Rédigé d'abord en 1298 dans un français approximatif parsemé d'italianismes, puis corrigé à partir de 1307, ce livre comporte un prologue relatant le premier voyage en Chine du père et de l'oncle de Marco Polo, puis leur second voyage avec Marco. Ce prologue est suivi de quatre itinéraires :
- depuis Acre vers la Chine ;
- depuis Pékin vers le Yunnan et les États au sud de la Chine ;
- depuis Pékin vers Hangzhou et le port de Quanzhou ;
- enfin l'espace entre le Japon et Madagascar en passant par Sumatra, Sri Lanka et l'Inde.

À partir d'une vingtaine de principaux manuscrits anciens qui ont été conservés, ce livre est fréquemment édité, sous divers titres, traduit dans beaucoup de langues. Il donne lieu à d'innombrables études qui confirment la véracité de la plupart des nombreux faits consignés.

## L'Œuvre

Extension de l'empire mongol hors Sibérie,.

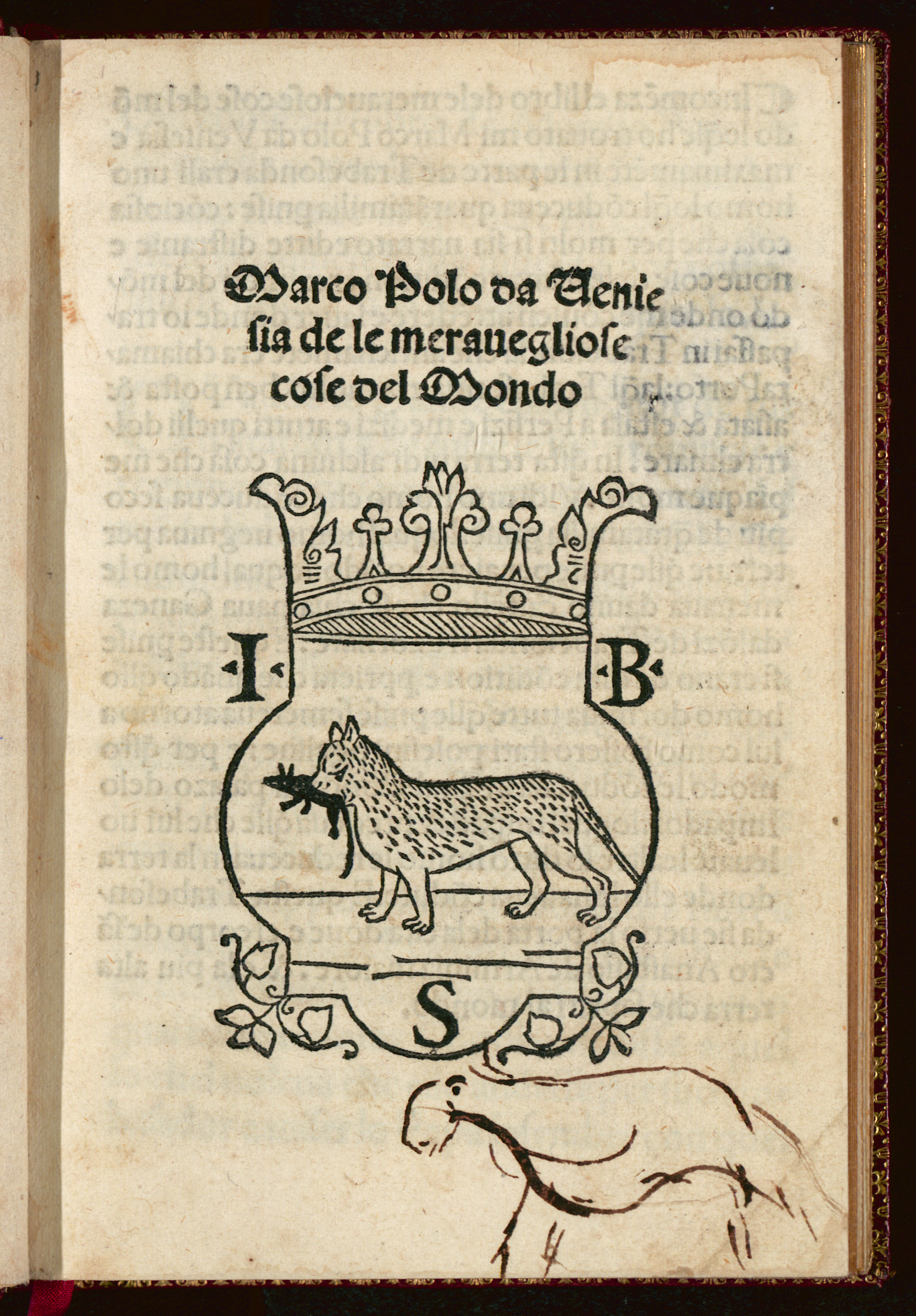
Première impression à Venise : Delle meravigliose cose del mondo, 1496 (en ligne)

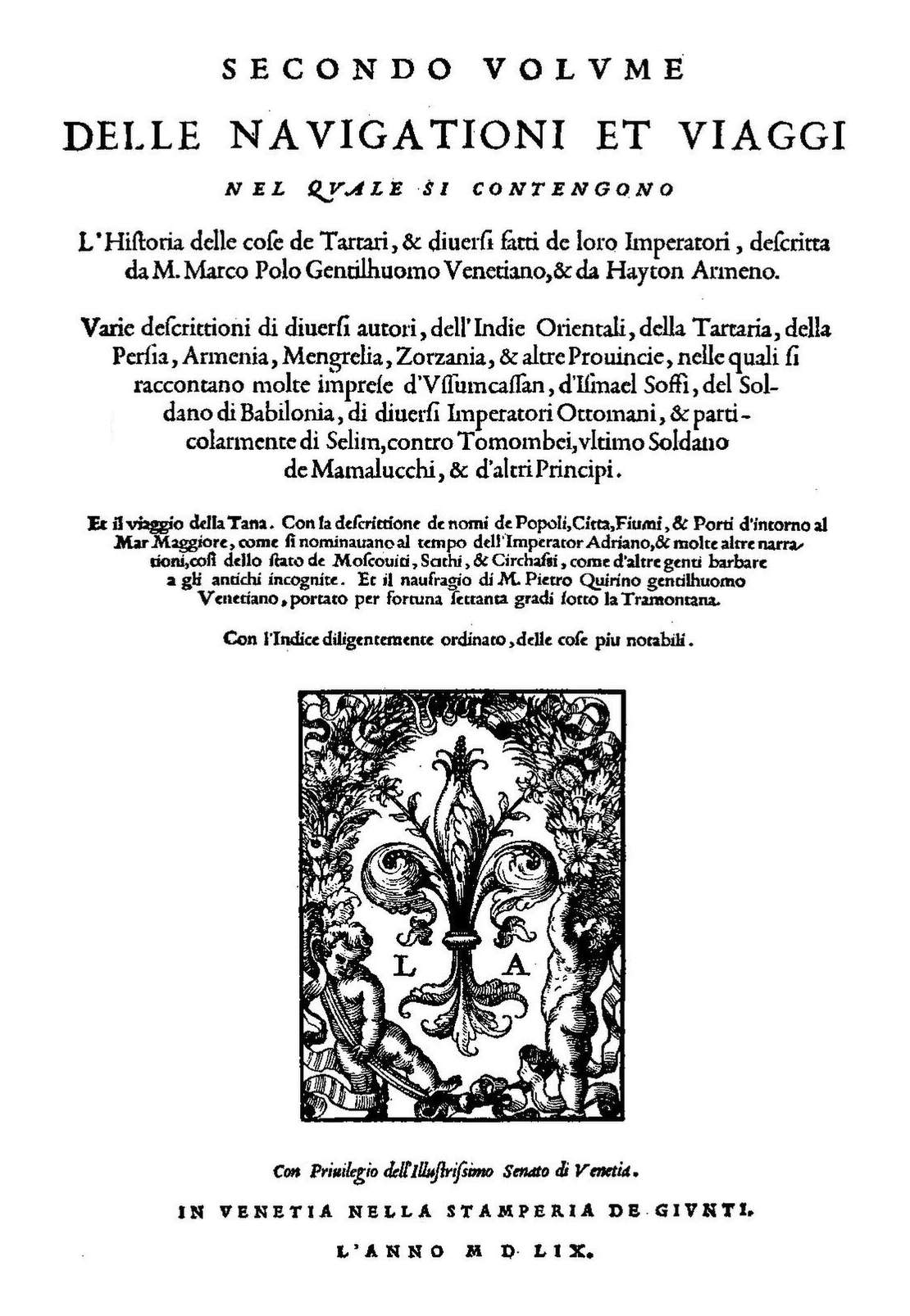
Page de couverture de l'édition italienne de Ramusio, imprimée en 1559 (en ligne).

Le livre qui a rendu Marco Polo mondialement célèbre est la première description européenne de l'ensemble de l'Orient : Perse, Asie centrale, Extrême-Orient, Inde et océan Indien. Antérieurement, Jean de Plan Carpin (1182-1252) et Guillaume de Rubrouck avaient raconté leur voyage au pays des Mongols, mais en latin, et ils n'avaient pas pénétré aussi loin en Extrême-Asie. Le Livre de Marco Polo est aussi le plus ancien des livres en langue européenne moderne, non en latin, et en prose, qui soit resté célèbre et populaire.
Ce livre décrit les immenses possessions de l'empire sinomongol, qui fut possiblement l'empire le plus vaste du monde. Il décrit aussi le Grand Khan et empereur de Chine Khubilai, qui fut l'un des hommes les plus puissants de l'Histoire – sinon le plus puissant de tous. L'attestent son organisation militaire, son mode de gouvernement, son papier-monnaie obligatoire, ses chasses extraordinaires et ses fêtes fastueuses : 
« L'homme le plus puissant en gens, en terres et en trésors, qui fut jamais au monde ni qui soit maintenant, depuis Adam notre premier père jusqu'à aujourd'hui... Si que je vous dis bien en vérité que jamais ne fut ni ne sera, je crois, homme qui puisse avoir si grande réjouissance et agrément en ce monde comme celui-ci a, ni qui mieux eut le pouvoir de le faire ».
Le Livre n'est pas un récit de voyage, car les itinéraires sont reconstruits et l'expérience vécue par son auteur n'est évoquée que de façon discrète – sauf peut-être quand il s'agit du charme des courtisanes de Hangzhou.
Ce livre est récit de belles histoires comportant parfois des éléments légendaires présentés comme tels, description de villes et d'institutions de pays lointains, relation de mœurs étranges, parfois cocasses ou piquantes. Il fut aussi un guide utile pour les marchands en route vers l'Asie, quoique son auteur n'ait pas été lui-même en Chine un commerçant,,, mais un agent officiel employé par le palais impérial.
Cette œuvre a aussi beaucoup contribué aux progrès des géographies physique, humaine et politique :

« Et si dans la longue série des siècles on cherche quels sont les trois hommes qui ont le plus contribué aux progrès de la connaissance du globe, le modeste nom du voyageur vénitien vient se placer sur la même ligne que ceux d’Alexandre-le-Grand et de Christophe Colomb. »

— Walckenaer, Histoire générale des voyages.

## Contenu du Livre

### Un avant-propos, un prologue et quatre parties

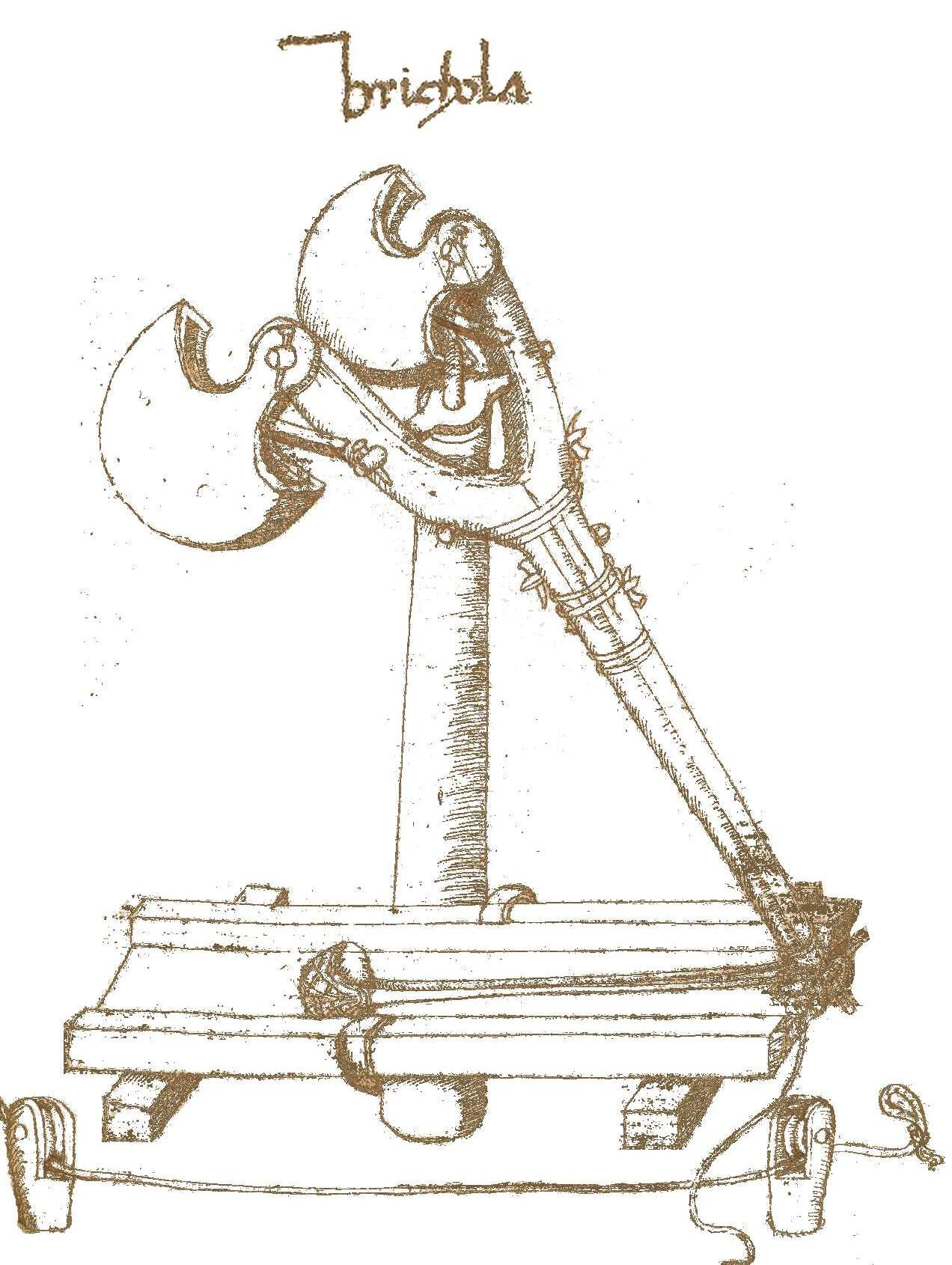
Perrière du type Bricole
(ch. 145, bataille de Xiangyang).

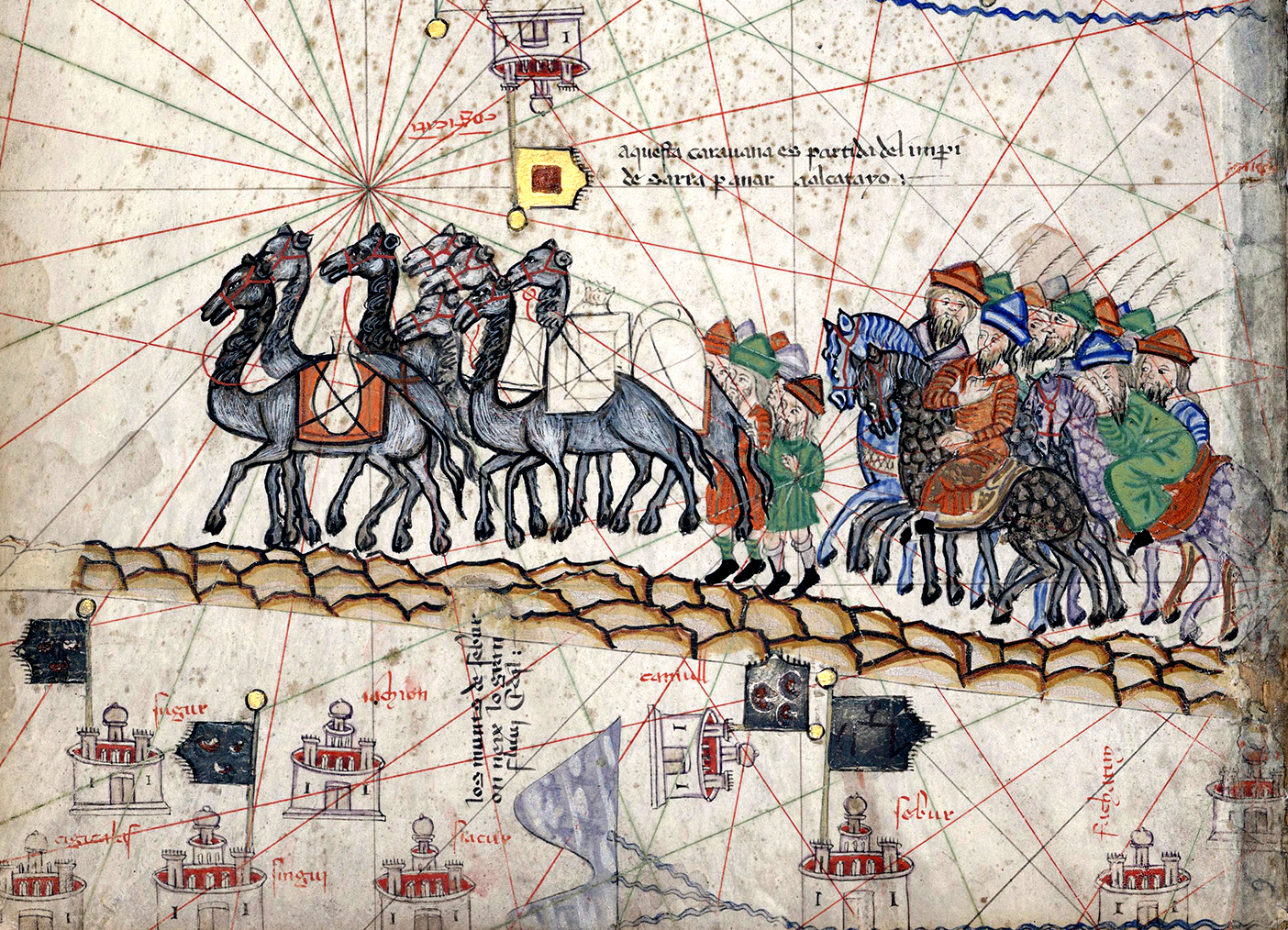
La caravane de Marco Polo voyageant vers les Indes (miniature d'Abraham Cresques dans l'Atlas catalan).

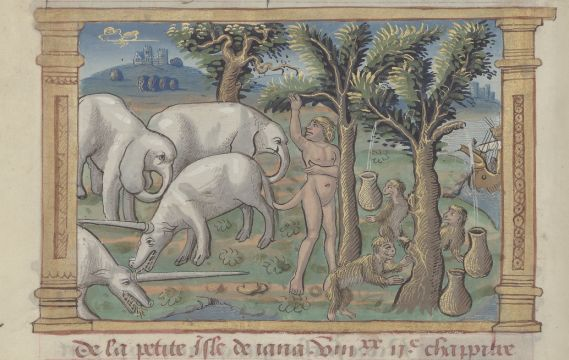
Miniature illustrant “l'arbre à vin” : « Quand ils veulent du vin, si en taillent une branche (et) est moult bon à boire » (ch. 165).

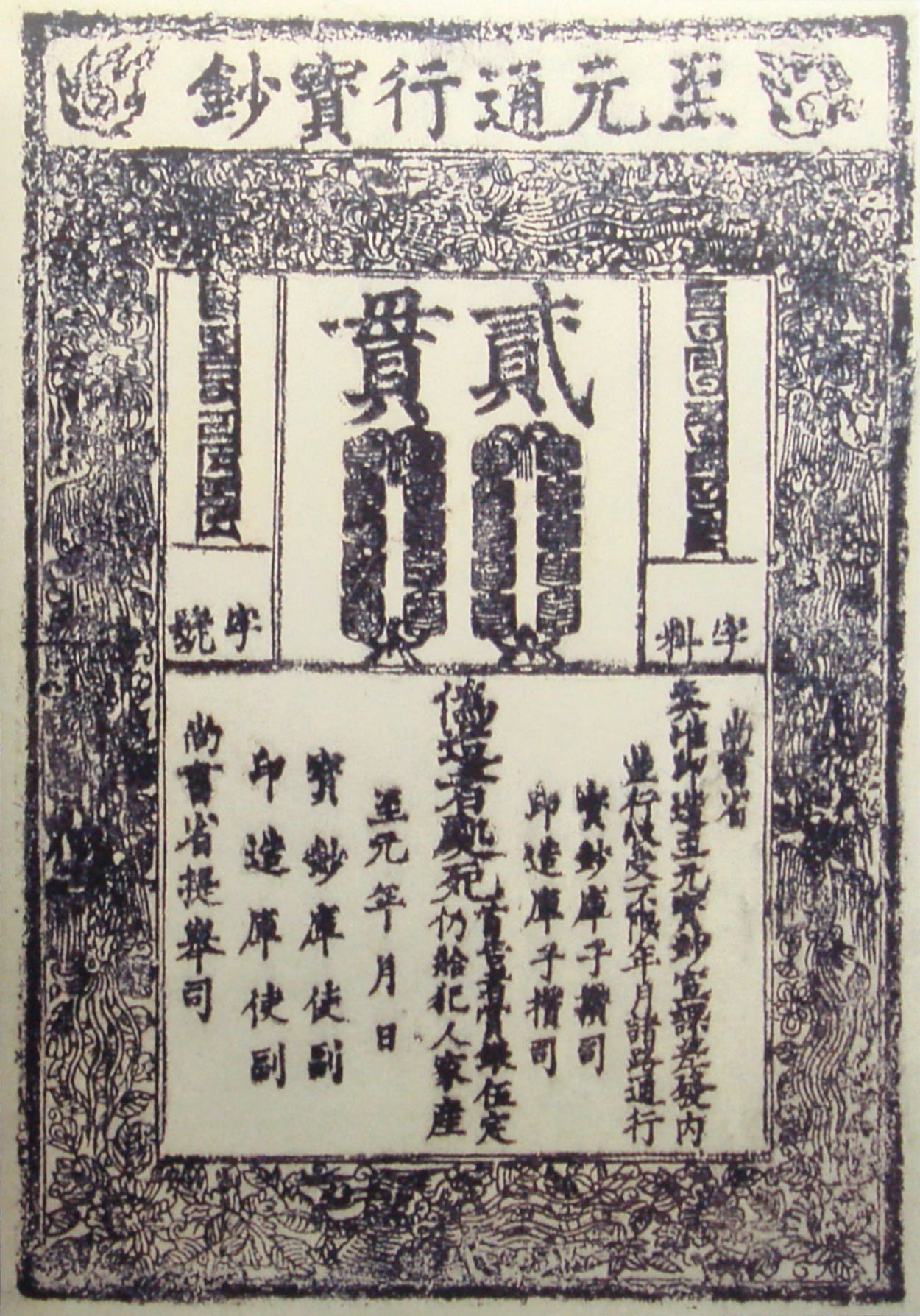
Papier-monnaie à pouvoir libératoire obligatoire, 1287.

Le Livre comporte un avant-propos, un prologue et quatre parties, avec un nombre de chapitres variable selon les manuscrits : entre 192 et 232.
- L’Avant-propos (à tort souvent confondu avec le Prologue, surtout dans la compilation initiale qui le numérote comme un chapitre) ne comporte que 300 mots et présente le livre, son auteur et les circonstances de sa rencontre avec son rédacteur, Rusticien de Pise (nommé « Rustaciaus de Pise » dans le ms. F et « Rusta Pisan » dans le ms. A1 – et non « Rustichello[n 5] »). S'y adjoint, dans les manuscrits B3, B4 et B5, un certificat d'origine de la rédaction corrigée à partir de 1307.

- Le Prologue raconte en dix-huit courts chapitres le premier voyage de Nicolo et Matteo Polo, les père et oncle de Marco, entre 1255 et 1269, puis leur second voyage avec Marco de 1271 à 1295. Cette partie de l'œuvre est la plus personnelle. Elle valorise les parents Polo comme ambassadeurs du Grand Khan Khubilai auprès du pape[15], et plus tard Marco comme son « messager » ou Envoyé (chinois : 出使, chūshĭ[16]) — c'est-à-dire son emploi d'émissaire impérial chargé de transmettre les ordres de l'Empereur et observer, sans s'impliquer dans leur exécution[17],[18].

- La Première partie détaille le second voyage au long d'un itinéraire qui va de Saint-Jean-d’Acre et le port d'Ayas en Petite Arménie jusqu'à Shangdu, qui était la capitale d'été de Khubilai, où Marco Polo lui est présenté. 
Cet itinéraire commence par la traversée de l'Anatolie vers l'Iran et évoque les pays avoisinants : Grande Arménie, Géorgie, Mossoul où se produisait la mousseline, Bagdad où le califat avait été détruit par les Mongols en 1258. 
Ensuite vient l'Iran en commençant par Tabriz avec ses soieries, son orfèvrerie et ses populations mélangées (ch. 19 à 29)[n 6], puis Saveh d'où sont venus les Rois mages, Yazd, Kerman, Ormuz (qui était alors un port sur le continent), enfin l'est de l'Iran où est racontée l'histoire des Ismaéliens assassins, dirigés par le vieux de la Montagne (ch. 30 à 42). 
Ensuite est décrite l'Afghanistan, avec excursion au Kafiristan des irréductibles buveurs de vin et au Cachemire, puis le Pamir où « l'on monte tant que l'on dit que c'est le plus haut lieu du monde »[n 7], puis entrée dans le Sinkiang près de Taxkorgan (ch. 43 à 50). 
Après une excursion à Samarcande avec le miracle du pilier hors sol de l'église des chrétiens, on s'avance vers la Chine par les oasis au sud du désert du Taklamakan. On poursuit par l'ouest du désert de Gobi jusqu'à Dunhuang, où sont décrits pour la première fois les rites des populations bouddhistes (ch. 52 à 57).
De là, le récit fait une grande excursion pour évoquer Karakorum et l'histoire des Mongols, leurs mœurs de guerriers nomades et leur redoutable ascension avec Gengis Khan après sa victoire contre prêtre Jean, roi chrétien légendaire en Europe qu'il identifie comme Rubrouck à Ong Khan Toghril, puis va jusqu'au Grand Nord arctique[ms 1] (ch. 58 à 73).
Enfin, le récit évoque la Mongolie Intérieure puis l'arrivée à Shangdu en 1274[n 8] après trois ans de voyage (ch. 74).

- La Deuxième partie est d'abord consacrée à Khubilai Khaan : comment il a pris, affermi et défendu son pouvoir (ch. 75 à 80) ; ses quatre femmes et ses nombreuses concubines (ch. 81) ; ses fils (ch. 82) ; ses palais (ch. 83-84) ; sa salle des banquets et sa garde prétorienne (ch. 85) ; ses fêtes et la couleur des costumes (ch. 86) ; les présents et offrandes qu'il reçoit (ch. 87) ; ses grandes chasses (ch. 88-92). 
Puis sont décrits : la ville de Pékin (Cambaluc, ch. 94) ; le papier-monnaie rendu obligatoire et exclusif (ch. 95) ; le gouvernement (ch. 96) ; les relais de poste (ch. 97) ; les dégrèvements d'impôts en cas de calamité naturelle (ch. 98) ; le réseau de routes bordées d'arbres (ch. 99) ; le vin de riz (ch. 100) ; l'usage du charbon ; le stockage des céréales dans des silos pour réguler les prix et prévenir les disettes (ch. 102) ; les aides aux démunis (ch. 103) — modes de gouvernement souvent encore inconnus en Europe[4]. 
À quoi s'ajoute dans la rédaction de Ramusio l'histoire d'un coup d'État, l'assassinat dans la Cité Interdite d'un important ministre — chapitre que termine la mention sibylline : « Et dans le temps que cela se passait, messire Marco se trouvait sur les lieux[19] », laissant entendre qu'il participa à l'enquête judiciaire qui suivit[20]. 
– Les chapitres suivants de la deuxième partie présentent deux itinéraires en Chine[21], que Marco Polo a parcourus lors de ses missions comme « messager » de l'empereur de Chine : l'un va vers le sud-ouest de Pékin, l'autre va vers le sud-est. 
Le premier itinéraire décrit la route vers le Yunnan en passant par Xi'an, le Sichuan et l'est du Tibet, puis est suivi d'un survol de la Birmanie, du nord de l'actuelle Thaïlande et du Vietnam (ch. 104-129). 
Le second itinéraire va de Pékin vers la Chine du Sud, l'ancien empire des Song du Sud que Khubilai Khaan absorba à partir de 1276. En longeant plus ou moins le Grand Canal, il arrive à Yangzhou où il fut l'émissaire impérial pendant trois ans (ch. 143). S'ensuit une excursion à Xiangyang (Saianfu), théâtre d'un long siège où des armes venues de l'Ouest furent décisives (ch. 145)[22]. Puis il parvient à la grande capitale de Hangzhou, qui était la plus grande ville du monde (ch. 151) et dont il détaille les immenses recettes fiscales (ch. 152). Enfin il atteint Quanzhou, le plus grand port du monde (ch. 156).

- La Troisième partie, qui s'intitule le Livre d'Inde, décrit la mer de Chine et l'océan Indien. Elle commence par Cipango, le Japon gorgé d'or, et les autres îles, dont Sumatra et Sri Lanka (ch. 157-168), puis décrit l'Inde (ch. 169-182). Ensuite une excursion mène dans l'ouest de l'océan Indien, par ouï-dire car l'auteur précise qu'il n'y est pas allé : Socotra, Madagascar, Zanzibar avec son arrière pays africain, enfin Éthiopie et retour par Aden et Dhofar jusqu'à Ormuz (ch. 183-192). 
Ce récit comporte, avec de belles histoires, beaucoup d'informations vérifiées exactes qui témoignent d'une expérience réelle, notamment lors d'une escale de cinq ou six mois à Sumatra à cause de la mousson, d'où il rapporte une description qui reste un modèle pour l'ethnographie. Sont décrits les jonques chinoises, les hauts fonds du détroit de Johor, la disparition de l'étoile Polaire sous l'équateur, l'anthropophagie rituelle ou guerrière, l'arbre à vin de Sumatra, le bois de brésil que l'auteur a tenté d'introduire en Europe sans succès[23], les rubis de Ceylan, les diamants de Golconde, le poivre, l'indigo, le gingembre, les cuirs du Gujarat, et même à Ash Shihr les moutons sans pavillon d'oreilles[24]. 
L'auteur s'intéresse aussi aux croyances religieuses, à l'aspect des brahmanes et à la nudité des ascètes[25], ainsi qu'aux chamans et à leurs curieux protocoles médicaux. 
De l'ouest de l'océan Indien le récit rapporte des traditions orales : les deux îles « Masle et Femelle » habitées l'une par des hommes, l'autre par des femmes, qui ne se rencontrent qu'au printemps (ch. 183) ; des faits géographiques : Madagascar la grande île d'où les bateaux n'osent aller plus au sud à cause des forts courants marins ; des légendes : l'oiseau rokh qui soulève des petits éléphants, oiseau qu'il hésite à assimiler au griffon (ch. 185) ; des faits historiques : une guerre des chrétiens d'Éthiopie contre des mahométans de la Côte somalienne (ch. 187).

- Une Quatrième partie, souvent plus ou moins omise dans des manuscrits, contient des fragments historiques au long de 34 chapitres dans le ms F, 8 chapitres seulement dans les mss. A1 et A2, et 3 seulement dans les mss. B. 
Elle raconte la « Province d'obscurité » (le Grand Nord russe), et surtout les guerres fratricides entre Mongols qui font comprendre la cause de leur prochain déclin : les expéditions répétées de Qaidu contre les troupes du Grand Khan en Asie centrale et en Mongolie – les combats de la Horde d'Or contre l'ilkhanat d'Iran – le combat d'Arghoun contre son oncle Ahmad Teküder pour le pouvoir en Iran – la bataille en 1297 d'un puissant général faiseur de rois, Nogaï, contre le khan de la Horde d’Or Toqtaï.

### Chapitres saillants
Le Livre est souvent perçu comme un recueil de « merveilles » (au sens ancien : choses étonnantes, surprenantes, voire effrayantes). Mais sa trame est une base continue d'informations plus précises, nombreuses et exactes que la légèreté des récits et la simplicité de la langue ne laissent supposer.
- Chapitres 97 et 99[n 6] sur les relais impériaux, leur luxe, leurs nombreux chevaux, la rapidité de leurs courriers. Lors de ses missions, M. Polo a souvent utilisés ces relais où, dit-il, « si un roi y venait, il serait bien hébergé[26] ».

- Chapitre 145 sur la bataille de Xiangyang (Saianfu), qui révèle l'implication de Nicolo et Matteo Polo, les père et oncle de Marco, dans un transfert de technologie militaire. L'introduction de grandes perrières fut effectivement décisif pour la conquête par les Mongols du très riche empire des Song du Sud. Si l'affaire est contestée (voir ci-dessous), sa véracité fait comprendre que Khubilai put favoriser les frères Polo et faciliter la promotion de leur fils Marco[27].

- Chapitre 151 sur Hangzhou, à l'époque la plus grande ville du monde. Elle est décrite par M. Polo à partir d'une lettre de l'impératrice Song (dont lui seul a transmis la teneur) et de ses propres expériences. Elle est présentée comme le joyau de la dynastie Song et un apogée de la civilité humaine — un sommet du Livre aussi, surtout dans la rédaction de Ramusio qui est deux fois plus développée.

- Chapitre 152 sur les recettes fiscales de la province de Hangzhou, seul cas où M. Polo présente le résultat d'une de ses missions. Ses évaluations comportent le chiffre le plus astronomique du Livre, l'équivalent d'environ 300 tonnes métriques d'argent fin[28], environ douze fois la recette ordinaire du royaume de France[29], annuellement et pour le seul impôt sur le sel dans une seule province : montant incroyable (« si desmesuré nombre de monnoie que c'est impossible chose à croire ») mais démontré compatible avec une statistique des annales chinoises[30], prouvant que M. Polo n'affabule pas, même dans son évaluation la plus démesurée.

- Chapitres décrivant l’économie : intervention sur le marché des grains (ch. 102) et fonds sociaux (ch. 98 et 103) ; appareil de production proche de l'industrie à Hangzhou (ch. 151) ; bateaux et commerce naval (ch. 156, 157, 177).

- Chapitre 80 sur le papier-monnaie, rendu obligatoire pour la première fois dans l'histoire et sous peine de mort (ch. 95). M. Polo le décrit comme un gigantesque détournement de l'économie au profit de l'État :

« Grâce à ce papier en écorce d'arbre « qui rien ne lui coûte … l'empereur achète tant chaque année que c'est sans fin son trésor … il a de cette façon tout le trésor de ses terres … la manière et la raison pourquoi il doit avoir et a plus de trésor que tous ceux du monde ».
- Chapitre posthume racontant l’assassinat d'un puissant ministre des finances en 1282 (ch. II.8 de Ramusio)[19], prouvant que Marco Polo eut connaissance de nombreux détails secrets d'un des évènements les plus graves du règne de Khubilai.

- Tyrannie enfin : massacre de dizaines de milliers de personnes à l'enterrement de chaque Grand Khan avant Khubilai (ch. 68)[31] – répressions terribles (ch. 133 et 149) – appareil militaro-policier omniprésent dans les villes – couvre-feu permanent à Pékin (ch. 84, 85) – soldats sur chacun des innombrables ponts de Hangzhou (ch. 151) – despotisme criminel d'un ministre.

### Exagérations dans les récits?
De nombreux chercheurs ont depuis le XVIIe siècle confirmé un nombre incommensurable d'informations contenues dans le Livre de Marco Polo, ce que Kazuo Enoki résume ainsi :

« Les descriptions de Marco Polo me semblent très fidèles à ce qu’il a entendu. C’est-à-dire que jamais il n’exagère ce qu’il a entendu ni n’invente aucune description. »

Cependant trois chapitres cristallisent un soupçon d'exagération :
Le chapitre 143 sur Yangzhou, où il est reproché à M. Polo de prétendre y avoir été « gouverneur » alors qu'aucun document chinois ne le confirme.
Le chapitre 145 sur la bataille de Xiangyang (Saianfu), où il est reproché à Marco Polo de s'y être mis en scène.
Le chapitre 152 sur l'impôt prélevé à Hangzhou, où l'évaluation de la recette pour le sel paraît exorbitante.
Quant au premier : le texte ne dit pas qu'il fut ‘gouverneur’ à Yangzhou, mais qu'il y « eut seigneurie durant trois ans par le commandement du Grand Khan », ce qui est compatible avec son emploi de « messager », c'est-à-dire émissaire impérial chargé de transmettre des ordres et de faire rapport sur leur mise en œuvre, sans se mêler de l'exécution laissée à l'administration locale, laquelle devait impérativement obéir aux ordres de l'Empereur transmis par ses messagers.
Quant au second : les meilleures rédactions (A, C et Ramusio) ont supprimé la mention “et messire Marc” ajoutée fautivement par un copiste derrière de nom de ses père et oncle. Le récit concerne le père et l'oncle lors de leur premier voyage. Dès lors le récit devient crédible puisqu'il ne dit que ceci : qu'il « proposèrent » et « firent faire » des perrières, tandis que ces armes étaient très connues à l'arsenal de Venise dont elles étaient une spécialité, et que les dates concordent. — La suppression de la mention du prénom Marco par l'édition Ramusio en 1559 est particulièrement significative, car Ramusio ne connaissait pas les textes en français qui l'avaient aussi supprimée.
Quant au troisième : Guillaume Pauthier et Hans Ulrich Vogel (de) ont démontré que le montant énoncé par M. Polo, quoique démesuré, est compatible avec une statistique chinoise qui a été retrouvée. À cause du caractère mathématique de cette démonstration, Pauthier disait qu'« aucune preuve plus frappante de la véracité scrupuleuse de Marc Pol ne pouvait être fournie ».

### Omissions
Du fait que le Livre ne parle pas explicitement de diverses réalités chinoises (sinogrammes, Grande Muraille, thé, pieds bandés, pêche au cormoran...), quelques commentateurs ont tenté d'en tirer argument contre les récits de Marco Polo. Mais une absence ne saurait constituer une preuve : « l'argument ex silentio est au plan de la méthode un faux argument ».
À ces critiques, M. Polo oppose ses ultimes paroles, sur son lit de mort, à ceux qui lui demandaient de rétracter ce qui dans son livre allait au-delà des faits : « Je n'ai pas écrit la moitié de ce que j'ai vu ».

### Voyageur explorateur? Bon observateur
Marco Polo est souvent représenté comme un ‘voyageur’ et un ‘explorateur’. Cependant son Livre nous le montre parcourant beaucoup de « journées » de cheval, mais à titre officiel : attaché d'ambassade à l'aller, messager de l'empereur en Chine, chargé de « messagerie » à son retour. Il n'était pas un ‘voyageur’ qui voyage pour son agrément ou pour ses propres recherches, mais un « messager » portant table de commandement en or, logé dans des relais impériaux luxueux.
D'autre part, le Livre décrit des lieux où M. Polo n'est pas allé. Les itinéraires sont littéraires, reconstruits, « il est même impossible de fixer exactement sa route ».

« Vouloir, par habitude, faire du Devisement un récit de voyage est manifestement une erreur... (Il y a des) pays hors itinéraires et pourtant décrits, réintroduits d’une façon artificielle dans le cours du discours... Marco, dans son livre, ne suit pas son itinéraire... il s’agit d’une narration, pour faire connaître les pays et non l'aventure personnelle d’un seul homme. »

— Jacques Heers
Aux trajets effectivement parcourus se greffent des pays adjacents, qu'il ne prétend pas avoir visités, mais qui :
- soit appartenaient à l'empire mongol (ch. 21-28[n 6] : Bakou, Géorgie, Irak – ch. 51 : Samarcande – ch. 58-70 : Dzoungarie, Mongolie, Sibérie)
- soit lui étaient plus ou moins inféodés (ch. 47-48 : Cachemire – ch. 120-127 : Birmanie, nord de la Thaïlande et du Vietnam), soit étaient en relations commerciales pouvant déboucher sur leur soumission (ch. 158, 162, 165 : Japon, Java, Sumatra – ch. 183-190 : Ouest de l'océan Indien).

Le sujet du Livre n'est pas le ‘voyageur’ Marco Polo, mais le plus vaste empire continental de l'histoire, l'empire de l'empereur sinomongol qui réunifia la Chine : Khubilai Khaan.
Quant à ‘explorateur’, cela ne saurait être au sens du XIXe siècle. M. Polo ne découvre pas des pays inconnus, mais révèle à l'Europe des mœurs, des histoires, des pays connus des Chinois. Cependant lui-même s'avère être un chercheur et un bon observateur, ne serait-ce que pour satisfaire son maître, le Grand Khan, qui désirait connaître comment vivaient ses peuples. Le Livre le dit explicitement : Marco Polo « toujours allant et venant de çà et de là en messagerie par diverses contrées, là où le seigneur l'envoyait ... peinait moult pour savoir et pour entendre toute chose qu'il croyait plaire au Grand Kaan ... il mettait beaucoup d'attention à savoir et à espier et à s'enquérir de tout pour le raconter au grand seigneur ». Il ne faisait pas qu'observer, il questionnait, notamment les hauts fonctionnaires locaux, et prit vraisemblablement des informations dans des livres et documents chinois.
Ses qualités d'observateur ont été reconnues par son contemporain Pietro d'Abano, l'un des plus grands esprits de son temps, qui a laissé ce fort compliment : « Marc le Vénitien est de tous ceux que j'ai connus, celui qui a le plus parcouru le globe et a été l'observateur le plus attentif ». Particulièrement, le Livre révèle une connaissance des plantes et des animaux que les précédents voyageurs avaient rarement mentionnés. Sa description de cinq variétés de grues (ch. 73) fait dire à Stephen Haw (en) que « seul un excellent observateur et bon connaisseur des oiseaux peut donner une information si juste et si précise ». Le Sénat de Venise formait ses ambassadeurs et autres voyageurs à décrire ce qu'ils voyaient dans les pays étrangers selon un canevas proche de celui suivi dans le Livre pour la description de chaque pays. Jacques Heers résume ainsi : « Le livre écrit par Marco Polo et Rusticello n’est pas le récit des voyages des Vénitiens. C’est un traité encyclopédique qui s’inscrit dans une très longue et vivante tradition ».

## Titres du Livre
Le Livre se présente sous différents titres, généralement repris des premiers mots ou incipit des manuscrits.
- Le Livre de Marco Polo est le titre des mss. A2, A4 et D, et celui de la traduction latine de Pipino. — Ce titre a été retenu par les deux plus grands commentateurs du livre, Guillaume Pauthier et le colonel Henry Yule.
- Le Devisement du monde est le titre des mss. F et A1. — Ce titre a le défaut d'utiliser un mot devenu obscur (devisement[n 12]) et d'être formellement inexact, car le sujet du Livre n'est pas ‘le monde’, mais le monde du Grand Khan Khubilai, de l'actuelle Turquie jusqu'à la Corée.
- Le Livre du Grand Khan est le titre des mss. B.
- Le Livre des Merveilles est tiré d'un complément des incipits des mss. A2, A4 et B[ms 3]. — Ce titre a le défaut d'utiliser le mot 'merveille' qui est ambigu[n 9] et de prêter à confusion : d'une part parce que « Le livre de merveilles du monde » est une note moderne ajoutée au gros manuscrit BnF fr. 2810 qui contient d'autres œuvres en sus de la copie A2 du Livre de Marco Polo[ms 4] ; d'autre part parce que le livre de Mandeville, qui contient beaucoup de plagiat, est aussi intitulé le Livre des merveilles du monde.
- Les Voyages de Marco Polo est le titre de l'édition de Ramusio (1559), titre adopté ensuite par la plupart des traductions anglaises depuis Frampton (1579)[53], ainsi que par l'édition de la Société de géographie (1824). — Ce titre a le défaut de représenter Marco Polo en ‘voyageur’, alors qu'il était un officiel en mission.
- Il Milione est le titre courant en Italie. Mais Milione était le surnom de l'auteur, non de son Livre[54].

Des divers titres extraits des incipits des manuscrits, à vrai dire seuls conviennent vraiment : Le Livre de Marco Polo, et Le Livre du Grand Khaan car Khubilai Khaan en est le sujet central.

## Langue de la rédaction

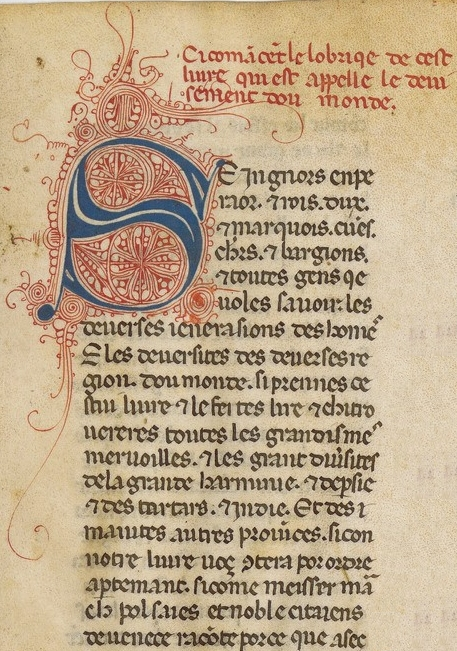
Début du :
« Seingnors enperaor et rois, dux et marquois, cuens, chevalers et borgiois, et toutes gens qe volés savoir les deverses jénérasions des homes et les deversités des deverses région dou monde... »

Le Livre a été rédigé en français du XIIIe – XIVe siècle.
La première rédaction a été faite en prison à Gênes en 1298 avec l'aide de Rusticien de Pise, un écrivain pisan écrivant en français approximatif, mais habile compilateur, comme le prouve sa compilation des romans de chevalerie.
Le choix de cette langue peut s'expliquer par le fait que le français était une langue internationale, propre à toucher « tous les rois de la chrétienté », ou parce que le latin, contrôlé par l'Église, ne permettait pas la même liberté de ton, ou ainsi que l'explique Guglielmo Libri :

« La rédaction française du Voyage de Marco Polo et les autres ouvrages composés en français par des Italiens montrent qu'à cette époque où toutes les langues néo-latines étaient encore presque confondues, où l'influence provençale venait de ranimer la poésie italienne, où plusieurs poètes italiens écrivaient en provençal, la langue italienne n'avait pas encore prévalu dans toute l'Italie. Alors, les nations n'avaient fixé ni leur langage ni leurs limites. »

Le Livre précise qu'il a été écrit en français, en langue d'oïl. Jean le Long le confirme en 1350 : « ce livre a été écrit en français », et Jean Lebeuf le répète en 1741 : « Un nommé Marc, qui avait été envoyé en Tartarie et aux Indes, fit en français un livre des merveilles de ce pays-là ».
D'autres preuves, philologiques, ont été apportées en 1827 par le comte Baldelli Boni. Étudiant les plus anciens manuscrits en dialectes italiens, dont l'un est antérieur à 1310, il trouva de nombreux gallicismes prouvant que « ce document est traduit du français (la presente opera è versione dal francese) ». Son avis a été aussitôt partagé,, ainsi que le dit Barthélemy Saint-Hilaire :
« Le comte Baldelli Boni constata que son texte italien n'était qu'une traduction du texte français, encore plus ancien qu'elle. Les arguments qu'il fournissait étaient décisifs : les fautes trop visibles de la traduction italienne laissaient apercevoir la leçon originale […]. Tous ceux qui, depuis Baldelli Boni, ont pris part à la discussion ont été unanimement de cet avis, qu'ils fussent eux-mêmes Français, ou Italiens ou Anglais. MM. Paulin Paris  [1833, 1850] et d'Avezac  [1841] sont d'accord avec MM. Hugh Murray  [1844], Thomas Wright  [1854] et Vicenzo Lazari [1847]. »
Nécessité de corrections
Cependant Rusticien de Pise avait donné une compilation dont le français était fautif quant à l'orthographe et à la syntaxe, et comportait des italianismes morphologiques et lexicaux,,.
Ce caractère brouillon ne pouvait pas être conservé, car ce livre réalisait l'ultime mission que Khubilai avait confiée à M. Polo : être son messager auprès de tous les rois de la chrétienté. Des corrections s'imposaient. Elles ont été effectuées à partir de 1307, donnant naissance à la rédaction corrigée dédiée à Charles de Valois, frère du roi Philippe le Bel, et lui-même bientôt père d'une dynastie de rois de France (voir ci-dessous Certificat d'origine).,
Pour cette rédaction corrigée, M. Polo a bénéficié du concours de Thibaut de Cepoy, qui était en Italie entre 1306 et 1308 — avant de partir sur des bateaux vénitiens pour tenter de reconquérir l'empire de Constantinople. Quelques années plus tard, son fils Jean devint le premier éditeur du Livre en France.
Les deux exemples suivants montrent comment les Cepoy et leurs copistes ont corrigé et mis en français plus correct la langue approximative de la compilation initiale :
compilation initiale, ms. F : Et sachiés qu'il ot la segnorie as 1256 ans que avoit qe Crist avoit nasqu ;
rédaction corrigée, ms. A1 : Et ot la seigneurie à 1256 ans de Crist.
Ou, avec les poules noires du chapitre 154, qui se calque sur l'italien :
compilation initiale, ms. F : galine qe ne ont pennes mes ont peaus come gate et sont toute noire ;
traduction italienne TA1 : galline che non hanno penne, ma peli come gatte, e tutte nere ;
rédaction corrigée, ms. A1 : gelines qui n'ont nulles plumes mais ont poil et si sont toutes noires.
« Franco-italien » ? « franco-vénitien » ?
La locution « franco-italien » pour désigner le ms. F est apparue en 1886, et cette expression « franco-italien » est couramment employée depuis l'édition par L. F. Benedetto en 1928 de ce même manuscrit. Cette formulation rappelle que l'œuvre et ce manuscrit sont tout italiens, mais paraît mal adaptée pour désignée sa langue, car le ms. F n'est pas écrit en italien parsemé de traits français, mais au contraire en français approximatif, où les expressions et tournures italiennes plus ou moins francisées sont secondaires car alors « les langues néo-latines étaient encore presque confondues ».
Alvise Andreose, analysant les expressions et graphies du manuscrit F pouvant être caractérisées comme vénitiennes, lombardes, florentines ou pisanes, conclut que « En tout cas, ce qu'on peut dire avec certitude est que le label ‘franco-italien’ se révèle inapproprié (unfit) ». Simon Gaunt y voit aussi « une désignation trompeuse ». Quant à L. F. Benedetto, il disait du ms. F qu'il « n'est pas possible de (le) rapprocher ni confondre avec aucune des autres productions franco-italiennes de l'époque », parce qu'en dépit de ses « traces d'italianité », il démontre une connaissance considérable de la langue française.
Au début du XXIe siècle une école a tenté d'introduire l'idée que la compilation initiale avait été écrite, non en « franco-italien », mais « en franco-vénitien ». Il est pourtant établi que le ms. F italianise son français avec davantage de formes d'Italie du Centre. En outre Chiara Concina, qui dans une première étude avait proposé l'expression “franco-vénitien” pour caractériser la langue d'un fragment de manuscrit de la compilation initiale, dit f, a par la suite cosigné avec Alvise Andreose un article qui conclut au contraire, que ce fragment révèle « une base graphico-linguistique essentiellement toscane », sur laquelle ne se greffent que quelques éléments d'Italie du Nord. Ce que confirme Ph. Ménard.

### Les co-auteurs
Pour produire son Livre qui compilait en langue française un grand nombre d'informations sur l'Asie, M. Polo eut besoin d'un écrivain spécialiste des compilations, puis de copistes français pour parfaire la langue.
- Rusticien de Pise, appelé Rustaciaus de Pise dans le ms. F, et Rusta Pisan dans les mss. A1 et A2, est un écrivain célébré pour sa compilation vers 1271 des romans de la Table ronde[81]. À cause de la complexité et de la masse des informations consignées dans le Livre, il dut s'impliquer dans sa création au-delà de ce que doit faire un simple copiste écrivant sous une dictée pour assurer le passage de l'oral à l'écrit. Classement d'un grand nombre de notes, structuration du récit, demandes d'éclaircissements de faits et de noms qui lui étaient complètement étrangers — il mérite sans doute le titre de co-auteur. Mais de lui, on sait peu de choses, sinon qu'il était prisonnier des Génois comme des milliers d'autres Pisans, et que peut-être il dirigeait le scriptorium pisan au service des Génois[82].

- Thibaut de Cepoy et son fils Jean ont ensuite, à partir de 1307, contribué, par eux-mêmes ou par leurs copistes, à l'amélioration de la langue de la compilation initiale. Puis Jean de Cepoy contribué à l'édition du Livre en France[n 16]. L'intervention des Cepoy est à la source des rédactions qui ont donné les mss. B puis A, C et D, lesquels améliorent l'orthographe et la syntaxe tout en conservant le style simple de Rusticien de Pise[83].

## La genèse du Livre

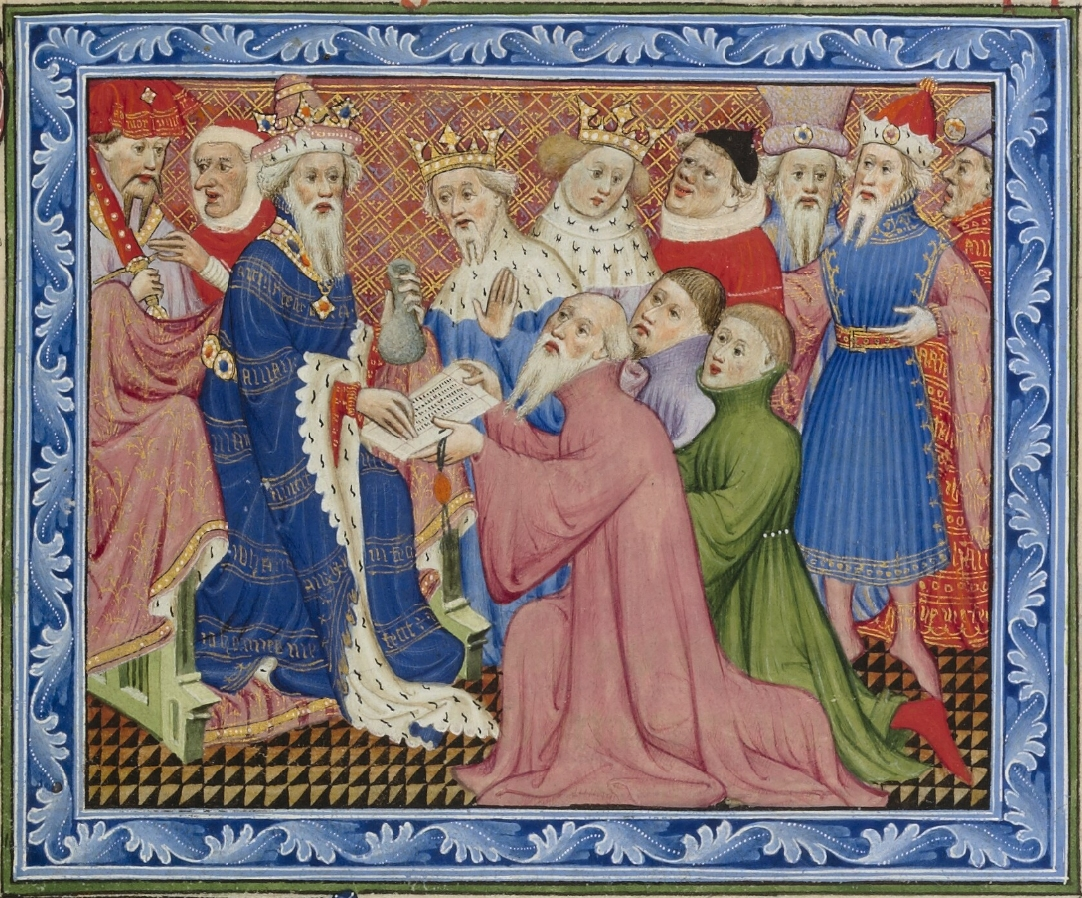
Les frères Polo avec Marco présentent à l'empereur Khubilai Khaan une fiole de l'huile du Saint-Sépulcre et une lettre du pape Grégoire X, en 1274 (miniature du ms. B2, Bodleian, Oxford).

Comment le Livre de Marco Polo a-t-il été écrit ? Deux théories sont en concurrence pour expliquer les circonstances des premières rédactions.
- La première théorie a été exposée par Paulin Paris en 1850 dans un célèbre discours devant les cinq chambres réunies de l'Institut de France[84]. C'est la théorie du work in progress. Elle repose sur l'avant-propos du ms. F, et sur le certificat d'origine attaché aux mss. B3, B4, B5. Son explication est la suivante : il y eut une compilation en français rapide faite dans la prison de Gênes en 1298, suivie à partir de 1307 de copies effectuées par des mains françaises (les copistes de Thibault et Jean de Cepoy), qui ont corrigé la langue et intégré des corrections de fond apportées par l'auteur[85].

Les différences entre les sous-classes A et B des manuscrits suggèrent qu'il y eut au moins deux sessions de corrections à partir de 1307. En tout cas, ces corrections n'ont pas pu être effectuées loin de l'auteur, car beaucoup comportent des précisions que lui seul pouvait connaître.
Que l'œuvre ait été créée en plusieurs étapes, une série de notes de Guillaume Pauthier l'ont démontré ; elles montrent aussi que la série B n'a pas bénéficié d'autant de corrections que la série A,,.
- La seconde théorie est due à L. F. Benedetto, un philologue italien[90]. Son explication est la suivante : il y aurait eu un manuscrit premier, dit l'original perdu, réputé complet, qui aurait contenu tous les récits, même ceux apparus deux siècles plus tard. De ce supposé original perdu auraient découlé deux manuscrits différents, également perdus. Desquels proviendraient d'une part les mss. ne disant rien de plus que le ms. F, et d'autre part les mss. comportant des innovations, dont celles de la rédaction de Ramusio parue en 1559 (d'où une super-classification introduite par Benedetto en Groupe A et Groupe B qu'il ne faut pas confondre avec les sigles A, B, C et D de la classification des manuscrits en français corrigés)[ms 8].

Cette théorie a été acceptée par beaucoup de commentateurs depuis 1928, quoiqu'elle tire argument de sources dites perdues, donc inexistantes, et qu'elle relègue les manuscrits corrigés de façon cavalière. Cette théorie est rejetée par Ph. Ménard.
Du point de vue de cette théorie de l'original perdu, le ms. F est réputé meilleur, car “plus proche” du supposé original perdu.

Au contraire, du point de vue de la théorie work in progress, la rédaction issue de la collaboration avec Thibault de Cepoy est jugée meilleure (à l'exception des détails reconnus plus corrects dans le ms. F), car mieux écrite, intégrant des corrections d'auteur, et qu'étant dédiée à un prince de France, elle bénéficie d'une authentification formelle.
En 2019, une découverte donne un nouvel essor à la conception work in progress. En établissant la proximité de M. Polo avec les dominicains de Saint-Jean-et-Saint-Paul à Venise, elle suggère que M. Polo a travaillé avec eux pour étoffer la traduction succincte en latin de Pipino. De là viendraient les additions trouvées dans Ramusio, et le codex Z en serait un produit. Il y aurait donc eu tentative de révision en langue latine dans un cadre dominicain, faisant pendant à la révision en langue française sous les auspices des Cepoy.
Le point de vue de la présente encyclopédie, qui interdit le recours à des sources inexistantes (“contenu non sourcé”), fragilise aussi la seconde théorie. Car postuler trois premiers textes “perdus” est une triple hypothèse supplémentaire, et en tirer argument revient à se prévaloir de sources inexistantes.

## Réception du Livre au Moyen Âge

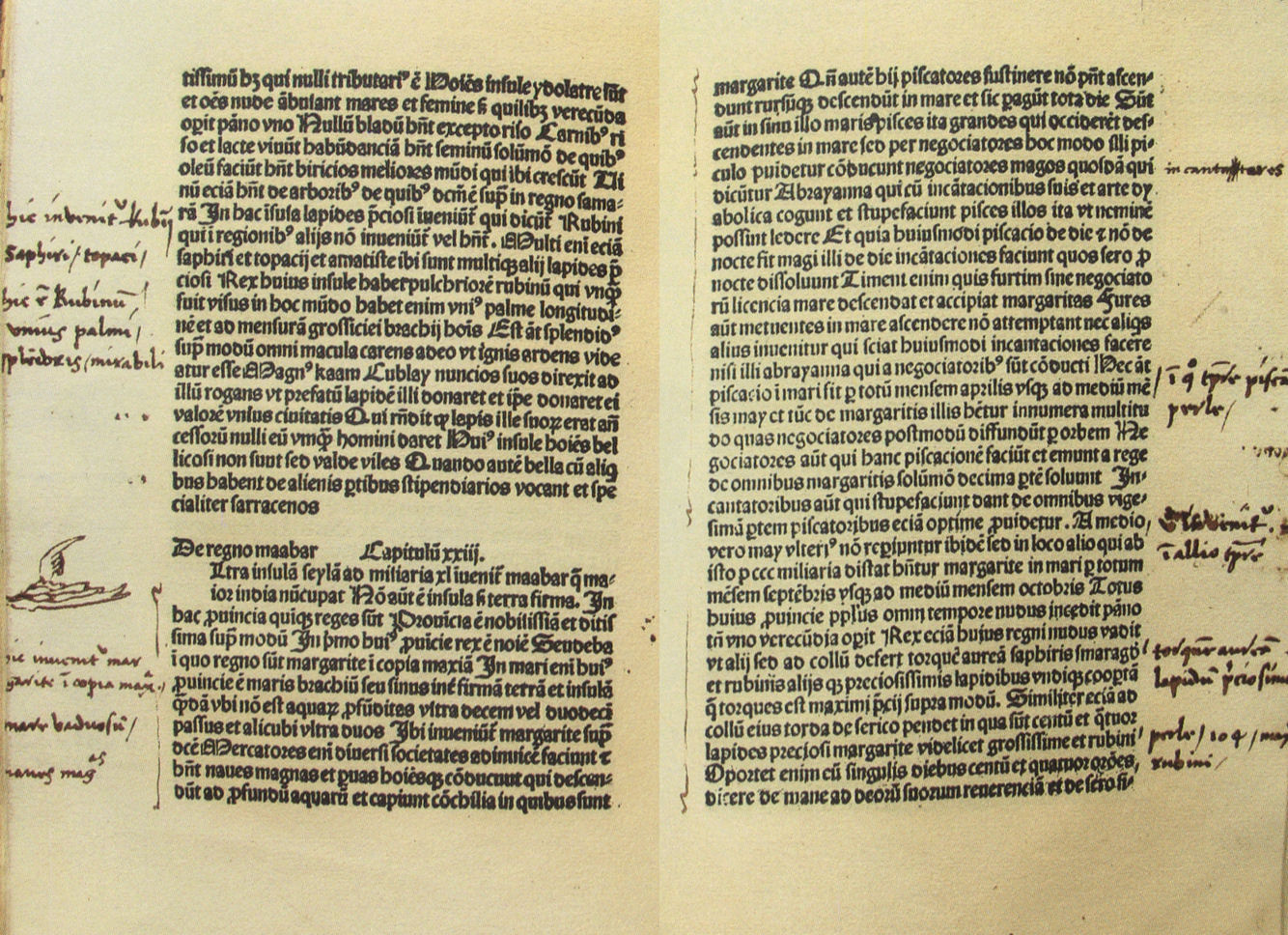
Notes manuscrites de Christophe Colomb sur sa copie en latin du Livre de Marco Polo.

Le Livre a été fréquemment traduit et recopié au XIVe siècle (Ramusio dit qu'en peu de mois toute l'Italie en fut pleine) et ce succès a été durable. En 1430, un voyageur raconte que la ville de Venise en avait attaché un exemplaire avec une chaîne dans un lieu public pour que chacun puisse le lire. Entre la fin du XIIIe siècle et le début du XVIe siècle, 26 transcriptions ou traductions ont été réalisées, en 13 langues ; le roi de France Charles V en possédait 5 copies.
Des commentateurs ont affirmé que M. Polo n'avait pas été cru de son vivant. Cette supposée incrédulité de ses contemporains est démentie par Consuelo Wager Dutschke et Christine Gadrat-Ouerfelli Gadrat, qui ont étudié la réception du Livre aux XIVe et XVe siècles. Dutschke donne de nombreuses citations positives et Gadrat a cette nette conclusion : « Loin d'avoir été rejeté ou d'avoir suscité la méfiance, le récit de Marco Polo a au contraire été considéré non seulement comme fiable, mais encore comme une source remarquablement riche d'informations. Il acquiert même rapidement, aux yeux de nombreux auteurs, un statut d'autorité. »
Des contemporains de M. Polo louent sa véracité. Le frère Pipino, dans sa préface, se porte avec l'autorité de l'Église garant de la vérité du Livre : « [Q]ue tous ceux qui le liront sachent que le susdit messire Marco, le narrateur de ces choses extraordinaires, est un homme prudent, fidèle et pieux, et que sa relation est digne de confiance. Son père, messire Nicolo, homme prudent, raconte toutes ces choses de la même manière. Son oncle messire Matteo […] à l'article de la mort confirma fermement à son confesseur que le Livre contient la vérité. » Pipino n'aurait pas pu écrire cela sans l'accord de sa hiérarchie, et les dominicains étaient des spécialistes de l'Orient.
Pietro d'Abano, l'un des plus grands esprits de son temps, a laissé ce fort compliment : « Marc le Vénitien est de tous ceux que j'ai connus, celui qui a le plus parcouru le globe et a été l'observateur le plus attentif. » Peu après d'Abano, le premier légat du pape envoyé à Pékin en 1343, Jean de Marignolli, est catégorique en parlant de M. Polo et d'Odoric : « ces auteurs ne mentent pas ».
Plus tard, en 1375, l'Atlas catalan inclut une carte de la Chine avec une trentaine de toponymes du Livre de Marco Polo. Et en 1450, le cartographe Fra Mauro inclut presque tous les toponymes du Livre dans sa carte du monde qui a servi de référence durant trois siècles.
Au XIVe siècle, le Livre de Marco Polo a ouvert la voie aux voyages de marchands italiens. Lorsque Pegolotti achève en 1343 de consigner les règles du commerce en Asie, le titre de son livre, Libro di divisamenti di paesi, est décalqué de l'un des titres du Livre. Un autre marchand italien, Andalò da Savignone (it), s'était installé à Gênes avant d'effectuer à partir de 1325 plusieurs voyages en Chine, d'où en 1336 il revint comme ambassadeur d'un Grand Khan vers le pape, comme les frères Polo en 1266. R. Lopez cite plusieurs autres marchands génois partis en Chine à la même époque.
Sans compter aux XVe et XVIe siècles Christophe Colomb et Vasco de Gama. — Encore au XIXe siècle John Wood, lieutenant de l'armée britannique, explorant l'Afghanistan et le Pamir avec un exemplaire du Livre, confirme ses observations sur « le plus haut lieu du monde », et même, incidemment, qu'avant Talikhan ce sont des aigles que l'on voit, comme disent les ms A, et non « il y a aigue (eau) assez », comme l'écrivait le ms F.

## Sources du Livre de Marco Polo

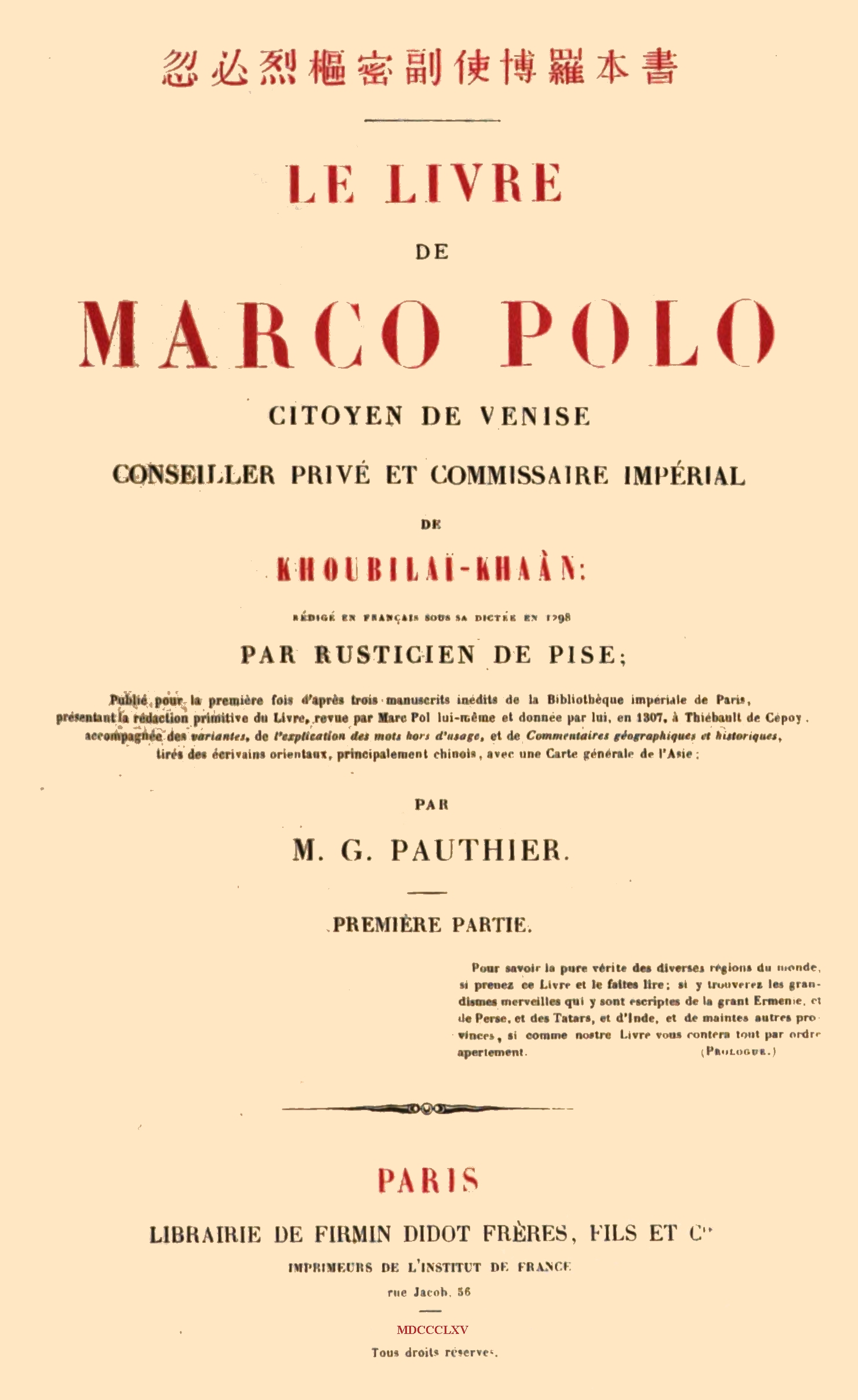
Page de titre de l'édition de G. Pauthier du Livre de Marco Polo, Paris, Firmin Didot, 1865.

Le Livre est connu par plus d'une trentaine de manuscrits principaux parvenus jusqu'à nous, 14 en français qui est la langue originelle, plus des traductions en dialectes italiens et en latin.

### Manuscrits en français
Les manuscrits en français parvenus jusqu'à nous, classés F, A, B, C et D, témoignent d'une rédaction progressivement améliorée :
- La compilation initiale faite à Gênes en 1298 avec Rusticien de Pise est attestée par un seul manuscrit complet dit F ou “franco-italien”, écrit en français rapide[66]. Il a été édité pour la première fois en 1824 et dernièrement en 2019[ms 9].

- La première mise en français correct incluant des corrections de M. Polo, faite à partir de 1307 avec Thibaut de Cepoy[n 19] et ses copistes, est attestée par cinq manuscrits complets, formant la série B ou “FB”[ms 10] des manuscrits en français (B1 à B5). Elle commence par « Pour savoir la pure vérité... » et elle nomme le nom du co-auteur, Rusta Pisan. 
Trois de ces manuscrits sont pourvus d'un instrument d'authentification : un certificat d'origine contenant une dédicace « pour honneur et révérence à puissant prince ».

- Une ultime correction de la langue avec des corrections d'auteur supplémentaires est attestée par deux manuscrits principaux dit A1 et A2 complétés par sept autres manuscrits concordants (dont 4 sont abrégés, classés comme série C). Cette rédaction finale commence aussi par « Pour savoir la pure vérité... » et, avec moins d'italianismes, elle se caractérise surtout par la suppression du très critique prénom Marco au ch. 145 sur Xiangyang (Saianfu)[ms 2].

Les mss. A, B, C et D, dont certains ont des enluminures et des cachets royaux,, constituent la plus nombreuse collection de manuscrits concordants et « la plus belle famille de manuscrits marcopoliens que nous possédions aujourd’hui ». 

Les mss. A1 et A2 ont été édités pour la première fois en 1865. Les mss. B1 et B4 ont été édités en 1998-2008,.

### Traductions en dialectes italiens et en latin
Le Livre a rapidement été traduit en différents dialectes italiens et en latin, et toutes ces traductions sont basées sur la compilation initiale faite à Gênes en 1298 (ms. F). Toutes sont abrégées, omettent le plus souvent le nom du co-auteur Rusticien de Pise, et toutes ignorent les corrections apportées par M. Polo à partir de 1307.
- En dialectes italiens du Nord (vénitien, émilien, lombard), on compte 6 manuscrits principaux parvenus jusqu'à nous, formant la “version vénitienne” dite V.

- En dialectes italiens du Centre (florentin, pisan), on compte 7 manuscrits principaux, formant la “version toscane” dite T, dont le plus ancien remonte à 1309 au plus tard (ms. TA1).

- En latin, la traduction principale dite P a été faite après 1310 par le frère dominicain Francesco Pipino (it)[ms 14]. Ce texte a cessé d'être référentiel parce que très abrégé, peu fidèle[111], censuré[112], chargé de diatribes contre « l'aveuglement des païens » et de quelques erreurs manifestes[n 20]. Pourtant, étant autorisé par l'Église, le manuscrit de Pipino est celui qui a été le plus recopié et qui a donc le plus contribué à la permanence de la connaissance du Livre et de son auteur jusqu'au XVIIIe siècle. Cette traduction en latin a été, par exemple, la source de Christophe Colomb pour justifier auprès de la reine d'Espagne son projet de voyage maritime vers l'Ouest[106]. 
— D'autres manuscrits en latin témoignent de l'importante diffusion du Livre au moyen-âge. Dutschke en donne la liste[113] et les classe selon le type de leur source avant traduction en latin : source traduite du français en toscan (LT) ou en vénitien ou italien du Nord (LV), ou comprenant des additions (L)[ms 8].
— Une autre traduction plus tardive en latin, celle du manuscrit ayant appartenu au cardinal Zelada, dit “codex Z” [ms 15], a acquis de la réputation à partir de 1928, due au philologue italien L. F. Benedetto. Cependant cette traduction est extraordinairement abrégée[ms 16],[ms 17].

- En italien standard, une réécriture du Livre dite R a été publiée imprimée en 1559, due à Giovanni Battista Ramusio, géographe vénitien et ancien secrétaire du Conseil des Dix. Cette rédaction comporte des additions, dont deux importantes : l'histoire d'une tentative de coup d'État en avril 1282 à Pékin avec le meurtre d'un ministre favori de Khubilai (son ch. II.8), et une description plus complète de Hangzhou (son ch. II.68). Cette rédaction retranche aussi le prénom Marco au chapitre sur la bataille de Xiangyang-Saianfu (son ch. II.62).

#### Leur caractère abrégé
Les manuscrits en dialectes italiens et en latin sont notoirement abrégés par rapport à la compilation initiale qui est leur source commune.
En ne retenant que les trois premières parties du Livre, puisque la quatrième est souvent omise, les rédactions publiées par l'édition digitale de Ca' Foscari montrent que, par rapport au nombre de mots du ms. F : la rédaction "L" n'en comporte qu'environ 39 % – "P", 44 % – "Z", 53 % – "VA" et "VB", 60 % – "V", 71 % — chiffres plutôt surévalués, car ces éditions fusionnent le texte de plusieurs manuscrits (6 mss. pour "L"). 

Quant au ms. TA2, qui a en Italie la réputation d'être le meilleur des mss. en italien, il n'en comporte que 55 % dans l'édition de Lanza.

Même la rédaction de Ramusio, dite R, ne comporte pas autant de mots que le ms. F en dépit de ses nombreuses additions.

### Particularités

#### Sigles des manuscrits
Les sigles désignant les principaux manuscrits ont deux avantages. D'une part ils réduisent la grande quantité des manuscrits à un petit nombre de familles de mss semblables, d'autre part ils sont plus faciles à mémoriser que les cotes des bibliothèques ; par exemple, « A1 et A2 » abrège « BnF ms. 5631 et BnF ms. 2810 folios 1 à 96 ».
Cependant la classification en A, B, C, D des manuscrits en français correct appelle les remarques suivantes : 
- Les sigles utilisés par les deux plus grands commentateurs du Livre, Pauthier et Yule, prêtent à confusion : les A, B, C de Pauthier et Yule correspondent respectivement aux mss. A1, A2 et B4.
- Chez L. F. Benedetto et les commentateurs qui l'ont suivi, les sigles A, B, C, D sont précédés de “FG” ou “F”[ms 10],[n 17], tandis que les lettres A et B y distinguent les groupes de manuscrits qui contiennent, ou non, des innovations par rapport au ms. F[ms 8],[93].
- La classification du manuscrit A3 est contestée[ms 19].

#### Différences de fond entre les mss. F et A
Les manuscrits en français A, B, C et D (ou FA, FB, FC et FD) comportent, par rapport à la compilation initiale F, des améliorations de la forme (orthographe, syntaxe, etc.) ainsi que des modifications de fond voulues par M. Polo. Ils « portent sur beaucoup de points des traces évidentes d'une révision de Marc Pol, et de modifications que lui seul pouvait opérer », leur rédaction contient « un assez grand nombre de passages d'authenticité non douteuse, c'est-à-dire dont la substance ne peut avoir été fournie que par Marco Polo lui-même, qui font absolument défaut dans la première rédaction. Il y a ainsi preuve certaine qu'une révision, une au moins, fut opérée, par Marco en personne, de 1298 à 1307 ».
Les modifications les plus saillantes sont les premiers mots (« Pour savoir la pure vérité...) et, sauf dans la série B, la suppression du prénom Marco au ch. 145 ; mais il y a beaucoup d'autres modifications de fond.
Une partie des améliorations voulues par M. Polo ne se trouvent pas dans la série B des copies. Ce qui les fait paraître plus proches de la compilation initiale F. Mais comme la série B est en fait beaucoup plus proche de A que de F, ce fait suggère plutôt que la série A a bénéficié d'une révision supplémentaire par l'auteur.
Cependant F, l'unique ms. de la compilation initiale, reste une référence, car il comporte des passages ou détails qui ont été omis ensuite. Par exemple dans les mss. A, B, C et D disparaît une partie de l'histoire de Shakyamuni Bouddha racontée dans le chapitre sur Sri Lanka. Autre exemple, au port de Quanzhou, ch. 156, le coût du fret selon les différentes catégories de marchandises est mieux détaillé et plus précis dans le F.

#### Certificat d'origine
Le certificat d'origine attaché aux B3, B4, B5 
eut une grande importance pour connaître le processus de création du Livre. Il dit en substance ceci :
Voici le livre dont Thibaut de Cepoy demanda à Marco Polo « qu'il en eut la copie », lequel, « pour l'honneur et révérence » au très excellent et puissant prince Monseigneur Charles, fils du roi de France, « donna la première copie de son livre depuis qu'il l'eut fait », en août 1307.
Ce certificat comporte trois éléments : une dédicace à « puissant prince », l'affirmation que c'était « la première copie », la date de 1307. Paulin Paris en 1850 l'interprétait ainsi :

« Le Sire de Cepoy apprit l’existence du manuscrit de Rusticien, et il demanda la permission d’en faire exécuter une copie... Mais il va sans dire que le gentilhomme français, en le faisant transcrire, ne se crut pas obligé de conserver les fautes de langage du Pisan Rusticien. Les phrases obscures et les contradictions nées de la rapidité d’une première rédaction furent même soumises à la décision souveraine de Marco Polo ; et c’est ainsi que fut établi le deuxième texte, que l’on pourrait dire, à la façon moderne, revu, corrigé par l’auteur. »

En suivant cette interprétation, la dédicace à « puissant prince » agit comme un instrument d'authentification de l'œuvre corrigée à partir de 1307, et l'on peut comprendre que les copies ou traductions qui avaient pu circuler antérieurement n'avaient pas eu l'aval de Marco Polo. L'expression du certificat « resquist que il en eust la coppie a Sire Marc Pol » signifie que Thibaut de Cepoy demanda d'en faire exécuter une copie, à ses frais et avec ses copistes, et « la première copie » désigne le texte, la rédaction mise alors en français correct, peut-être sur simple papier, et non sa recopie sur parchemin luxueux offert plus tard au « puissant prince », probablement en mars 1312.

#### Enluminures

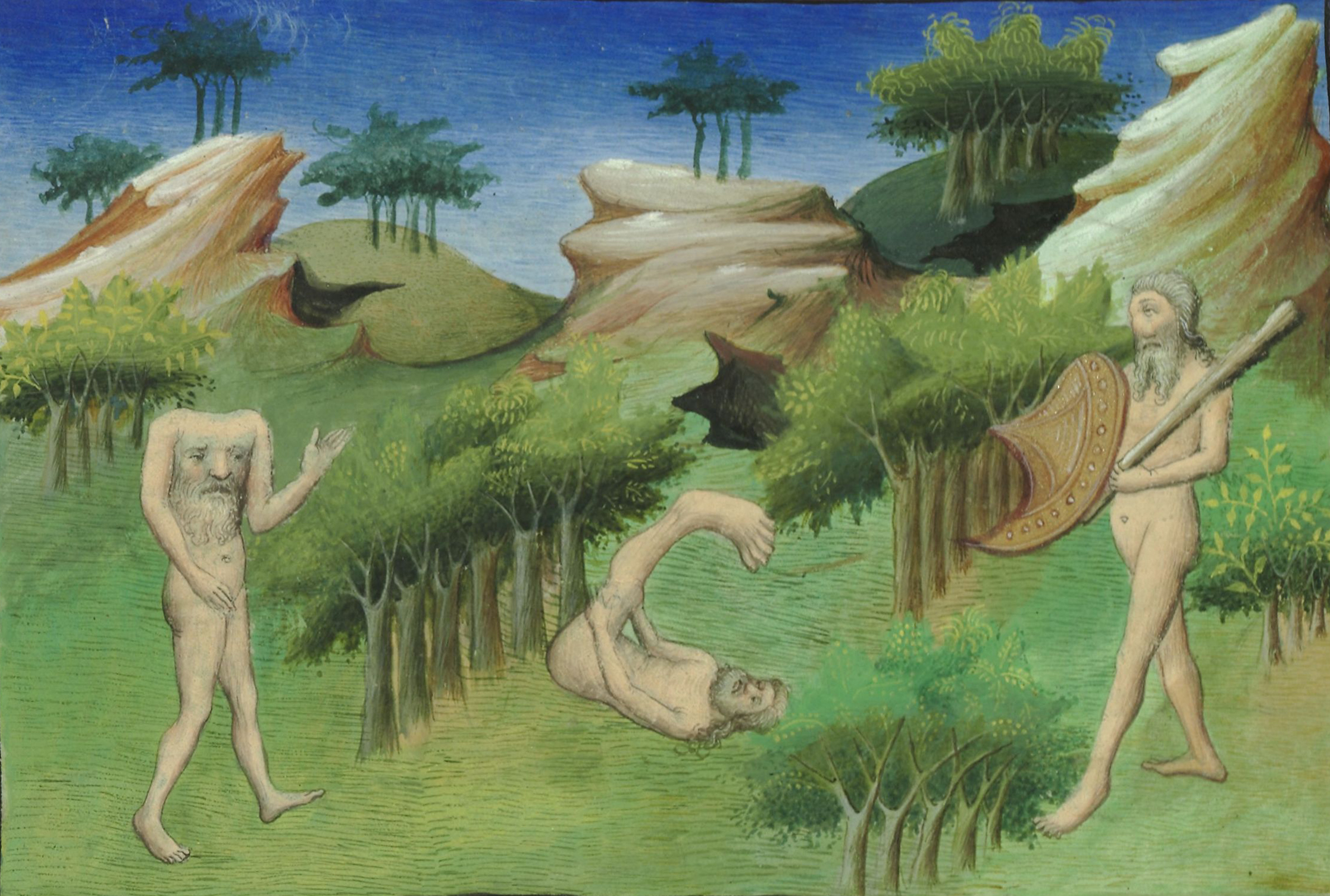
Miniature du Maître d’Egerton transfigurant un extrait du ch. 70 : « Les gens sont appelés Merkit et sont moult sauvages gens ; et vivent de bétail et ont leurs coutumes comme les Mongols et sont au Grand Kaan. Ils n'ont nul blé ni nul vin. L'été ils ont des chasses de bêtes et d'oiseaux assez, mais l'hiver n'en ont rien à cause du grand froid ».

Les manuscrits mis en français correct sont pratiquement les seuls à avoir des enluminures. Elles sont parfois très belles, quoique le pinceau des enlumineurs illustrait ce qu'ils n'avaient jamais vu et qu'ils avaient peine à imaginer. Il leur arrivait aussi d'imaginer des détails ne figurant pas dans le livre. C'est par exemple le cas avec une miniature du Maître d’Egerton figurant un Blemmye (Acéphale), un Sciapode et un Cyclope, innovant en puisant dans une tradition iconographique issue de l'Antiquité.
- Le manuscrit A2 a 83 magnifiques enluminures pour le seul Livre de Marco Polo[ms 21] qui font mériter à ce manuscrit son titre de Livre des merveilles ; c'est l'un des plus beaux livres du moyen-âge réalisé vers 1411 à la demande de Jean sans Peur pour son oncle le duc de Berry.
- Le manuscrit C3 possède le plus grand nombre d'enluminures, 197 pour le Livre de Marco Polo, une par chapitre[125].
- Le manuscrit B2 a 38 peintures intéressantes[ms 22],[126].
- Le manuscrit B1 de Londres est orné de 36 peintures gothiques[127].
- Le manuscrit A4 de New York est orné de 34 petits dessins, assez décevants[128].

### Manuscrits principaux(dont en ligne et éditions)
Au moins 25 manuscrits anciens du Livre de Marco Polo ont été numérisés et sont visibles sur l'internet, témoignant de l'importance et du succès de cette œuvre.

(Des informations et manuscrits autres que ceux de la liste suivante sont accessibles sur Arlima.) 
En français : 

– F, Paris, BnF ms. 1116  (en ligne) ; souvent édité.

– A1 Paris, BnF ms. 5631 (en ligne) ; édité en 1865.

– A2 Paris, BnF ms. 2810, folios 1 à 96 du Livre des merveilles, l'un des plus beaux livres du moyen-âge (en ligne) ; édité en 1865.

– A3 Paris, Arsenal ms. n° 3511.

– A4 New York, Morgan Library, Pierpont ms. M 723.

– B1 Londres, British Library ms. 19DI (en ligne) ; édité en 2001-2008.

– B2 Oxford, Boldeian ms. 264 (en ligne) ; très semblable au ms. B1.

– B3 Berne, Burgerbibliothek ms. 125 ; a comme les 2 suivants un certificat d'origine et utilise un vocabulaire plus proche du moyen français que de l'ancien français (en ligne).

– B4 Paris, BnF ms. 5649 (en ligne) ; édité en 1998.

– B5, Genève, BGE ms. 154, XVe siècle ; titré “Voyages de Marc Paul, de Venise aux Indes” dans le catalogue en ligne, p. 267.

– C1 Stockholm, Bibliothèque royale (Suède) ms. M304 (en ligne).

– C2 Paris, BnF ms. 1880 (en ligne).

– C3 Paris, BnF ms. 5219 (en ligne).

– D Bruxelles, Bibliothèque royale de Belgique ms. 9309 (en ligne).
En italien : 

– TA1 Florence, BNCF ms. II.IV.88 (dit l'“Ottimo” ou “della Crusca”).

– TA2 Florence, BNCF ms. II.IV.136 (en ligne).

– TA3 Paris, BnF ms. it .434 (en ligne).

– TA5 Florence, BNCF ms. II.II.61 (Bonaguisi, 1392) (en ligne).

– V1 Berlin, Staatsbibliothek ms. Ham.424(en ligne).
En latin : 

Quelques-uns des manuscrits issus de la rédaction de Pipino : 

– P2 Berlin, Staatsbibliothek, lat. qu.70 (en ligne).

– P10 Gand, Rijksuniversiteit ms. 13 (en ligne).

– P11 Giessen (Allemagne), Universität ms. 218 (en ligne).

– P34 Paris, BnF lat. 6244 A (en ligne).

– P35 Paris, BnF lat. 1616 (en ligne).

– P50 Wolfenbüttel, Herzog August Bibliothek ms. 40 (en ligne).

– PF2  Stockholm, Bibliothèque royale (Suède) ms. M305 ; rédaction de Pipino traduite en français (en ligne).

– Px Abbaye de Melk ms. 1094 (en ligne).

– Px Vatican, Bibliothèque palatine lat. 1358 (en ligne).

– Z Tolède, bibliothèque de l'archevêché, ms. Zelada 49-20 (et copie à Milan, Abrosiana, ms. Y 160 sup). Très abrégé,.

### Principales éditions du Livre

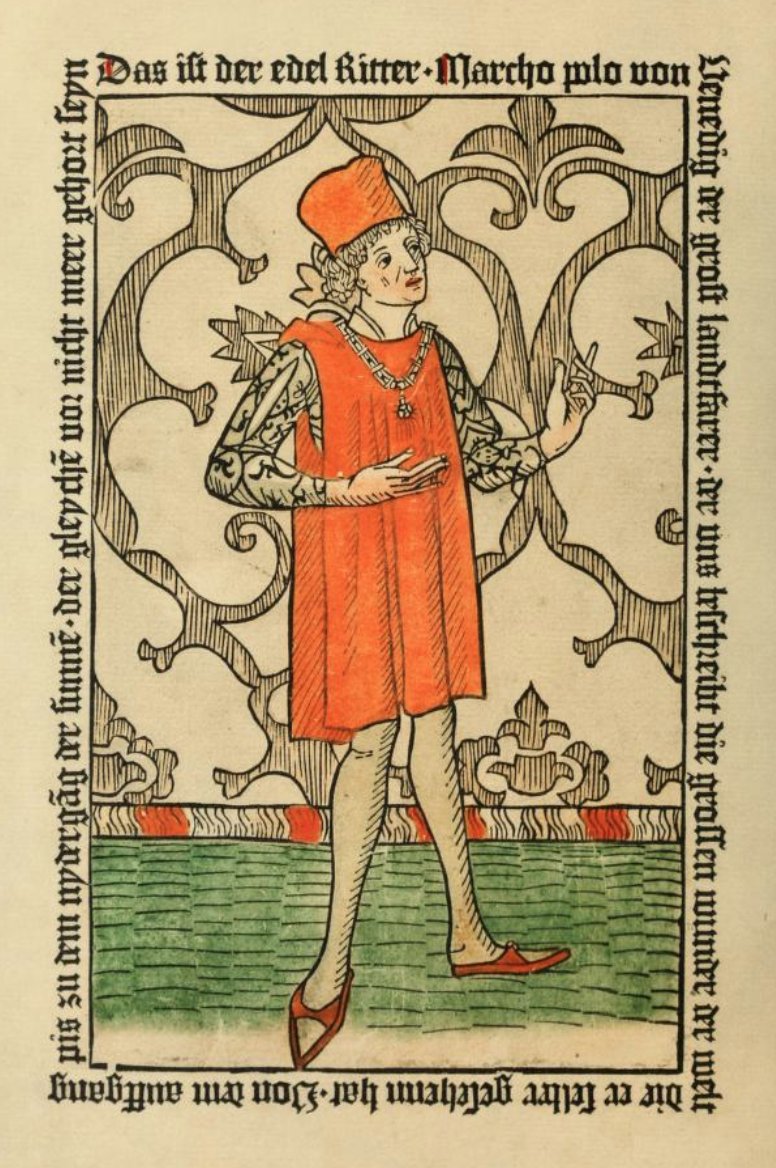
Frontispice de la 1re édition imprimée (Nuremberg, 1477) : Ceci est le célèbre chevalier Marco Polo de Venise, le plus grand des voyageurs nous décrit les grandes merveilles du monde qu'il a vues de ses yeux. Du levant au couchant, on n'entendra plus jamais rien de semblable.

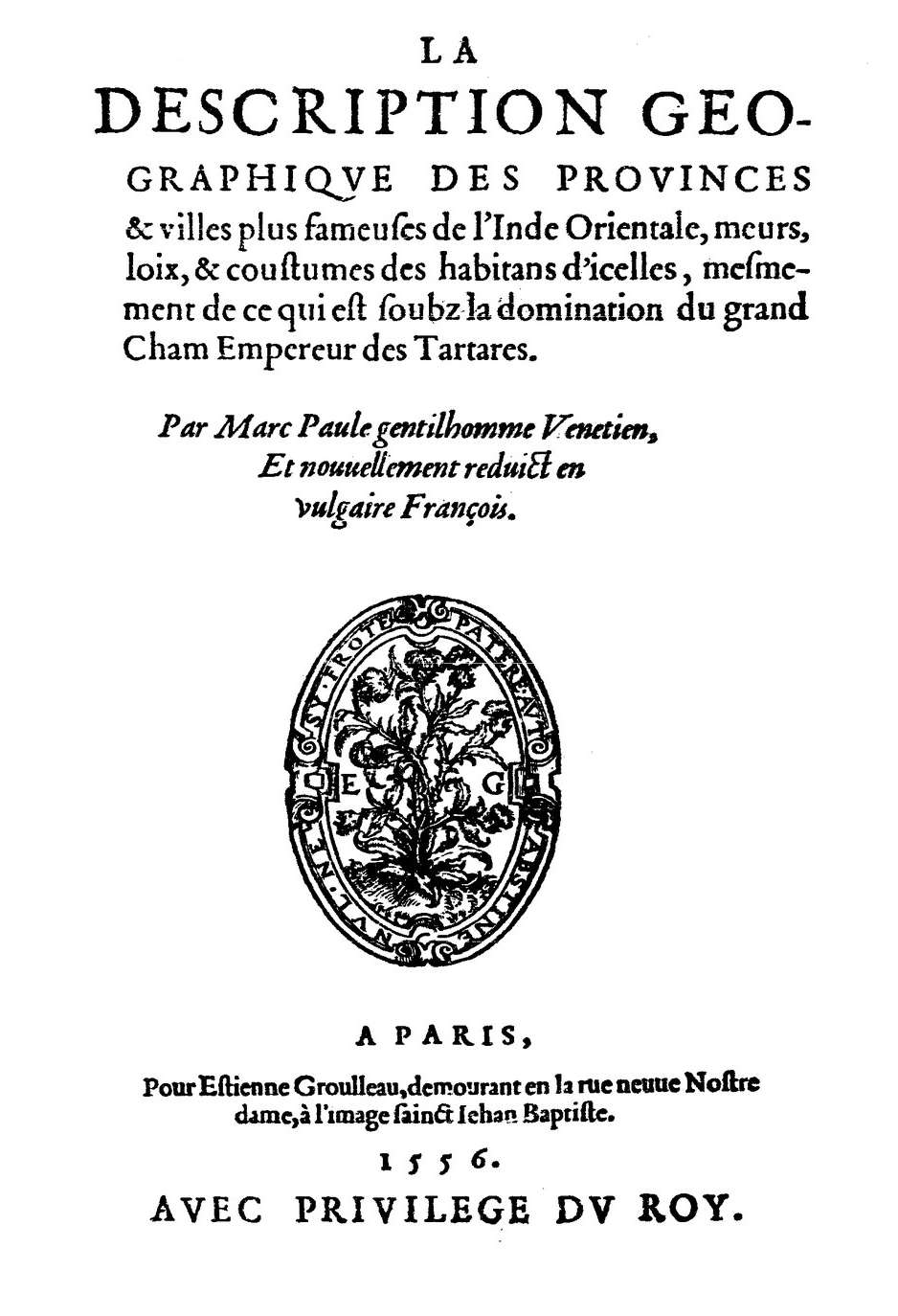
Page de couverture de la 1re édition imprimée en français du Livre de Marco Polo
Libraire Groulleau, Paris, 1556.

- 2018 J. Blanchard, M. Querueil, Th. Tanase, Marco Polo : Le Devisement du monde, Genève, Droz, 2018 (présentation en ligne)Édition du ms. F, la compilation initiale, avec une transcription en français moderne..
- 2018 (it) (fr) Mario Eusebi et Eugenio Burgio, Marco Polo, Le Devisement dou Monde, Venise, Ca' Foscari, 2018 (lire en ligne)Édition du ms. F, la compilation initiale, comportant un tome 2 avec un important glossaire..
- 2015 (it) Ca' Foscari, Le redazioni del Milione, édition critique digitale des universités de Venise et Bologne, Université Ca' Foscari, Venise, 2015 (lire en ligne)Édition du texte de Ramusio (le meilleur en italien) comparé à 7 autres rédactions[133], par Alvise Andreose, Alvaro Barbieri, Eugenio Burgo, Marina Buzzoni, Antonella Ghersetti, Giuseppe Mascherpa, Fabio Romanini et Samuela Simion..
- 2004 René Kappler, Marco Polo, Le Devisement du Monde, Paris, Imprimerie nationale, 2004.Transcription en langue moderne du ms. F, la compilation initiale, ajoutant en italique les compléments fournis par le manuscrit Z. Édition de luxe comportant de nombreuses photographies en pleine page de Roland et Sabrina Michaud..
- 2001-2008 Philippe Ménard et al., Marco Polo, Le Devisement du Monde, Genève, Droz, 6 volumes, 2001-2008 (présentation en ligne)Édition critique du manuscrit B1 British Lib. ms. 19 DI, avec une étude le comparant à d'autres manuscrits et, en annexe, une liste des variantes. Avec la collaboration de t. 1 : Marie-Luce Chênerie, Michèle Guéret-Laferté ; t.2 : Jeanne-Marie Boivin, Laurence Harf-Lancner, Laurence Mathey-Maille , t. 3 : Jean-Claude Faucon, Danielle Quéruel, Monique Santucci ; t. 4 : Joël Blanchard, Michel Quereuil ; t. 5 : Jean-Claude Delclos, Claude Roussel ; t. 6 : Dominique Boutet, Thierry Delcourt, Daniel James-Raoul..
- 1998 Pierre-Yves Badel, Marco Polo, La Description du Monde : Édition, traduction et présentation, Le livre de Poche, coll. « Lettres gothiques », 1998.Édition du manuscrit B4 Bnf n° 5649..
- 1980 (it) Ramusio, Viaggi di Marco Polo, gentiluomo veneziano, édité et annoté par Marica Milanesi, Turin, Giulio Einaudi, 1980.Réédition des six volumes des Navigazioni e Viaggi de Ramusio avec annotations de Marica Milanesi. Le Livre de Marco Polo est en pp. 947-1070 du 3e volume..
- 1938 (en) Arthur Christopher Moule et Paul Pelliot, Marco Polo : The Description of the world, Londres, Routledge, 1938 (lire en ligne)Traduction en anglais du ms. F, la compilation initiale, intégrant une multitude de variantes de différents manuscrits[134]. Patchwork[135]. Oublie de mentionner la suppression du prénom Marco au chapitre sur Xiangyang (Saianfu), qui est une variante importante. Utilise de façon critiquable le codex Z[136]..
- 1928 (it) (fr) Luigi Foscolo Benedetto, Marco Polo - Il Milione, Florence, Olschki, 1928.- Édition du ms. F, la compilation initiale, souvent tacitement corrigée[137]. 
- Précédé d'une étude en italien à finalité nationale[n 23] sur la « tradition manuscrite » (p. I à CCXXI ; réédité en 1962) analysant et classant les principaux manuscrits disponibles en Europe..
- 1871-1903 (en) Henry Yule, The Book of Ser Marco Polo, Londres, John Murray, 1871, 1875, 1903, 2 volumes (en ligne: vol. 1, vol. 2).Traduction en anglais de l'édition Firmin Didot / Pauthier[n 24], aménagée avec celles de la Société de géographie et de Ramusio. Nombreuses notes savantes en fin de chapitres. La troisième édition de 1903 comporte une actualisation des notes par Henri Cordier..
- 1865 Guillaume Pauthier, Le Livre de Marco Polo, citoyen de Venise, conseiller privé et commissaire impérial de Khoubilaï-Khaân, Paris, Firmin Didot, 1865, 2 volumes (en ligne: vol. 1, vol 2). Édition de la rédaction corrigée, mss. A1 et A2 avec variantes du ms. B4[n 24]. Nombreuses notes savantes illustrées de citations d'auteurs orientaux. Donne en note le texte italien du ch. de Ramusio sur le coup d'État de 1282 (p. 276), et ajoute les ch. supplémentaires du ms. F (p. 740). – Réédition : Slatkine Reprints, Genève, 1978..
- 1827 (it) Giovanni Battista Baldelli Boni, Il Milione di Marco Polo : Testo di lingua del secolo decimoterzo ora per la prima volta Batista Baldelli, Florence, Pagani, 1827 (lire en ligne)Édition historique du manuscrit TA1 (dit "Ottimo" ou "della Crusca") antérieur à 1310, qui permit d'établir que le Livre avait été écrit initialement en français. (Édition plus récente de TA1 par Ruggero M. Ruggieri, Il Milione, Florence, Olschki, 1986.) 
Le volume II réédite le texte de Ramusio : Il Milione di Messer Marco Polo Viniziano secondo la lezione Ramusiana (en ligne)..
- 1824 Roux de Rochelle et Dominique Martin Méon, Voyages de Marco Polo, t. 1 de Recueil de voyages et de mémoires, Paris, Éverat, 1824 (lire en ligne)Édition par la Société de géographie de Paris du ms. F BnF n° 1116, la compilation initiale. Toute première édition d'un manuscrit du Livre de Marco Polo..
- 1818 (en) William Marsden, The Travels of Marco Polo The Venitian, Londres, 1818 (lire en ligne)Traduction en anglais du texte de Ramusio avec de nombreuses notes savantes. Première édition scientifique du Livre de Marco Polo. 
Contient le certificat d'origine (p. lxvii)..
- 1735 Marc Paul, Venitien, Les voiages très-curieux & fort remarquables... ou Relation des pais orientaux, dans le second volume des Voyages faits principalement en Asie dans les XII, XIII, XIV et XVe siecles, La Haye, Jean Neaulme, 1735 (lire en ligne) - Repris de Van der Aa, Recueil de voyages curieux en Perse, en Tartarie et ailleurs, Leyde, 1729 (lire en ligne). 
- Attribue faussement le texte à Pierre Bergeron, comme Van der Aa[138]. 
- Contient en fait la traduction (par Nicolas Salcon ?) de la préface et du texte latin d'Andreas Müller[139]. 
- Peu fiable[n 20], mais fréquemment publié depuis sa réédition actualisée par Eugène Müller en 1888 (Voyage de Marco Polo, Delagrave, 1888, sur Wikisource)..
- 1559 Giovanni Battista Ramusio, L'Historia delle cose de Tartari, & diversi fatti de loro Imperatori, descritta da Marco Polo - De i viaggi di messer Marco Polo gentil'huomo venetiano, Venise, Second volume des Navigationi et viaggi, 1559 (lire en ligne)Réécriture du Livre en italien du XVIe siècle, vraisemblablement à partir d'une copie du latin de Pipino, mais complété avec d'autres sources. Abrégé par rapport au ms. F, la compilation initiale, mais comprenant de nombreuses additions (notamment : histoire de la tentative de coup d'État de 1282, chapitre sur Hangzhou deux fois plus long)[n 25]. De loin la meilleure rédaction en italien..
- 1556 Marc Paule gentilhomme Venetien, La description géographique des provinces & villes plus fameuses de l’Inde Orientale, meurs, loix, coustumes des habitans d’icelles, mesmement de ce qui est soubz la domination du grand Cham Empereur des Tartares : Nouvellement reduict en vulgaire françois, traduit du latin par François Gruget, Paris, éd. Groulleau, Longis et Sertenas[140], 1556 (lire sur Wikisource et sur Archive)Première édition imprimée en français du Livre. Traduite de l'édition latine imprimée dans le Novus Orbis[141], qui fut l'édition la plus lue de la Renaissance. Très abrégé et a cessé d'être référentiel[142],[n 20].

### Ouvrages
Les éditions ci-dessus contiennent, dans leurs commentaires, les principales informations sur Le Livre de Marco Polo, notamment les éditions de Pauthier (1865) et Yule (1871-1903).

Pour une bibliographie très complète, voir Vogel 2013, p. 547 : aperçu sur GBook et en pdf sur Brill
.
- Philippe Ménard, Marco Polo À la découverte du monde, Grenoble, Glénat, coll. « Société de géographie », 2007, 192 p. (ISBN 9782262031329)
- Pierre Racine, Marco Polo et ses voyages, Perrin, 2012 (ISBN 9782262031329).
- (en) Simon Gaunt (en), Marco Polo’s Le Devisement du Monde : Narrative Voice, Language and Diversity, Cambridge, Brewer, 2013 (présentation en ligne).
- (en) Hans Ulrich Vogel, Marco Polo Was in China: New Evidence from Currencies, Salts and Revenues, Leiden; Boston, Brill, 2013 (lire en ligne).
- (en) Consuelo Wager Dutschke, Francesco Pipino and the manuscripts of Marco Polo's “Travels”, Los Angeles, University of California, 1993, 1348 pages (aperçu en ligne)  ; dresse une liste de tous les manuscrits (pas seulement de Pipino) et les décrits.

### Articles cités
- Anonyme, « Marco Polo », dans Encyclopédie des gens du monde, tome XVII, Strasbourg, Treuttel et Würtz, 1842 (lire en ligne).
- Christine Gadrat, « Le Livre de Marco Polo et les géographes de l’Europe du Nord au XVe siècle », dans Henri Bresc et Emmanuelle Tixier du Mesnil, Géographes et voyageurs au Moyen Âge, Nanterre, Presses universitaires de Paris Nanterre, 2010 (ISBN 9782840160663, lire en ligne), p. 147-162.
- Christine Gadrat, « Le rôle de Venise dans la diffusion du livre de Marco Polo (XIVe -début  XVe siècle », Médiévales, no 58,‎ 2010 (lire en ligne).
- Jacques Heers, « De Marco Polo à Christophe Colomb : Comment lire le Devisement du monde ? », Journal of Medieval History, vol. 10, no 2,‎ 1984 (lire en ligne).
- Julius Klaproth, « Observations ajoutées (à la première notice de Paulin Paris sur la relation originale de Marc Pol) », dans Nouveau journal asiatique: ou recueil de mémoires, d'extraits et de notices relatifs aux études orientales, Volume 12, septembre 1833 (lire en ligne), p. 252-254.
- Jean-François Kosta-Théfaine, « Du récit de voyage et de sa mise en image : l'exemple du manuscrit de New York (Morgan Library, M.723) du Devisement du Monde de Marco Polo », dans Jean-Loup Korzilius, Art et littérature: le voyage entre texte et image, Rodopi, 2006 (lire en ligne), p. 31-59.
- Robert Lopez, « Nouveaux documents sur les marchands italiens en Chine à l'époque mongole », Comptes-rendus des séances de l'Académie des Inscriptions et Belles-Lettres, vol. 121, no 2,‎ 1977, p. 445-458 (lire en ligne).
- Philippe Ménard, « Le prétendu “remaniement” du Devisement du monde de Marco Polo attribué à Grégoire », Medioevo romanzo, no 22,‎ 1998 (lire en ligne).
- Philippe Ménard, « L'édition du Devisement du Monde de Marco Polo », Comptes rendus des séances de l'Académie des inscriptions et Belles-Lettres, nos 149-1,‎ 2005, p. 407-435 (lire en ligne).
- Philippe Ménard, « Marco Polo à la découverte de l’Extrême-Orient », Académie Stanislas, Nancy,‎ 2012, p. 22-47 (lire en ligne [PDF]).
- Paulin Paris, « Nouvelles recherches sur les premières rédactions du Voyage de Marco Polo », Nouvelles Annales des Voyages et des sciences géographiques, vol. 4,‎ 1850, p. 129 (lire en ligne).
- Joseph Petit, « Un capitaine du règne de Philippe le Bel : Thibaut de Chepoy », Le Moyen Âge, Paris: Bouillon,‎ 1897, 2e série, t. 1 (lire en ligne).
- Charles Athanase Walckenaer, « Marco Polo », dans Vies de plusieurs personnages célèbres, Laon, Melleville, Livre 4e, 2e section, 1830 (lire en ligne).

- (en) Alvise Andreose, « Marco Polo’s Devisement dou monde and Franco-Italian tradition », Francigena, vol. 1,‎ 2015 (lire en ligne).
- (en) Kazuo Enoki (ja), « Marco Polo and Japan », dans Oriente Poliano, Rome, Istituto italiano per il medio ed estremo oriente,‎ 1957, p.  23. (en ligne).

- (it) Alvise Andreose, Chiara Concina, « A monte di F e f. Il Devisement dou monde e la scripta dei manoscritti francesi di origine pisano-genovese : Collana diretta da Antonio Pioletti, colloqui 14 », Medioevo Romanzo e Orientale,‎ septembre 2015 (lire en ligne).
- (it) Chiara Concina, « Prime indagini su un nuovo frammento franco-veneto del Milione di Marco Polo », Romania, vol. 125,‎ 2007, p. 342-369 (lire en ligne).
- (it) Luciano Petech, « Marco Polo e i dominatori mongoli della Cina », dans Sviluppi scientifici de L. Lanciotti, Florence, Olschki, 1975.